# Erpe-Mere
Erpe-Mere ist eine belgische Gemeinde in der Denderstreek in der Region Flandern. Sie liegt in der Provinz Ostflandern und gehört zum Arrondissement Aalst. Die Gemeinde hat 21.013 Einwohner (Stand 1. Januar 2024) und eine Fläche von 34,03 km². Die Gemeinde hat insgesamt acht Teilgemeinden, Aaigem, Bambrugge, Burst, Erondegem, Erpe, Mere, Ottergem und Vlekkem. Teilgemeinde Bambrugge hat auch ein Weiler: Egem.

## Geschichte
Mere ist der ältere Teil der Doppelgemeinde: Schon 1003 hatte die Abtei Sint Bavo in Gent nach zuverlässiger Quelle hier Besitz (MGH DD HII Nr. 36). Von Erpe erfahren wir erst mehr als 200 Jahre später, als 1282 ein Ortsadliger „Goswin de Erpe“ in einer Urkunde König Rudolfs von Habsburg unter den Zeugen erscheint (RIplus URH 3, Nr. 395). Die Teilgemeinde Burst könnte schon 825 beurkundet sein, wenn die Quelle zuverlässig ist (Belgica 049 in Regnum Francorum online), und in der belgischen Geschichtsschreibung kommt die Teilgemeinde Aaigem schon zwischen 1019 und 1038 vor, ohne dass Quellen dafür genannt werden.
Die Doppelgemeinde entstand 1975 durch Fusion der acht heutigen Teilgemeinden, dabei wurden sich die Teilgemeinden Erpe und Mere über den neuen Namen für die Gesamtgemeinde anfangs nicht einig. Erpe hatte die größte Fläche, Mere dagegen lag zentraler im Gesamtgebiet und hatte mehr Einwohner. Als Kompromiss entstand der heutige Doppelname.

## Geografie
Die Stadt grenzt im Norden an Lede, im Osten an Aalst und Haaltert im Süden an Herzele und im Westen an Sint-Lievens-Houtem.
Erpe-Mere liegt gen Norden der Ausläufer der Hügelzone der Flämischen Ardennen, im Landstrich der Dender. Das Gebiet nördlich der N9 (Aalst-Gent) liegt auf 10 bis 30 m Höhe, das Gebiet zwischen N9 und E 40 (Brussel-Gent) liegt auf 25 bis 50 Metern und das Gebiet südlich davon hat Hügelspitzen von bis zu 80 Metern Höhe. Der bekannteste von ihnen ist der Gotegemberg in Mere. Nicht seine Höhe von 68 Metern, sondern seine Steilheit von 18 % machen ihn für Radrennfahrer als Herausforderung beliebt. Darüber hinaus hat man von dem Berg eine günstige Weitsicht.
Das Grundgebiet wird von zwei Bächen in nordöstlicher Richtung durchlaufen, die alle beide den Namen Molenbeek tragen. Der Molenbeek zur Oberschelde verläuft durch Burst, Bambrugge, Ottergem, Vlekkem, Erondegem en Erpe, bevor er in die Schelde mündet. Der Molenbeek-Ter Erpenbeek mündet in die Dender.
Bereits die Römer wussten früh, dass es weißen Naturstein (Vlaamse arduin oder Lediaanse Steen genannt) im Steenberg zu Bambrugge gibt. Er eignete sich als Fundament für das Mauerwerk römischer Villen, Brunnen oder als Material für Säulen und Kapitelle der Tempel der Römer. Etwa ab dem 11. oder 12. Jahrhundert wurde in Bambrugge (Steenberg) bereits weißer Sandstein abgebaut. Der gebräuchlichste weiße Naturstein in Brabant war im 16. bis 17. Jahrhundert der dort gewonnene Sandstein. Erst nach dem Zweiten Weltkrieg gab man den Steinbruch auf. Heute ist dort das administrative Zentrum von Erpe-Mere beheimatet.
In den Teilgemeinden Aaigem (Gemeinde Erpe-Mere) und Heldergem (Gemeinde Haaltert) liegt das rund 205 Hektar große Naturschutzgebiet Den Dotter.

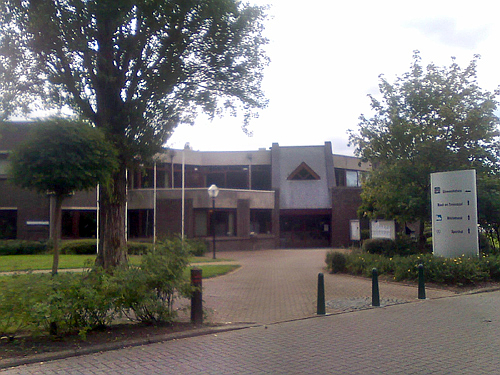
Das Rathaus von Erpe-Mere, zu Steenberg in Bambrugge
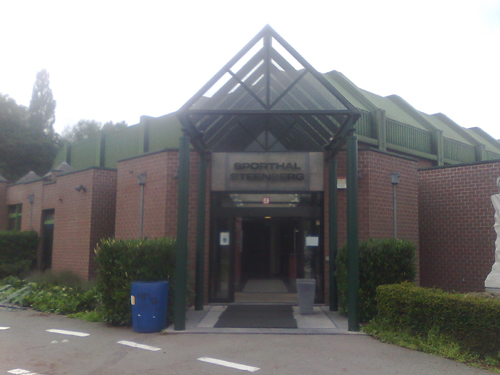
Die Sporthalle von Erpe-Mere, zu Steenberg in Bambrugge
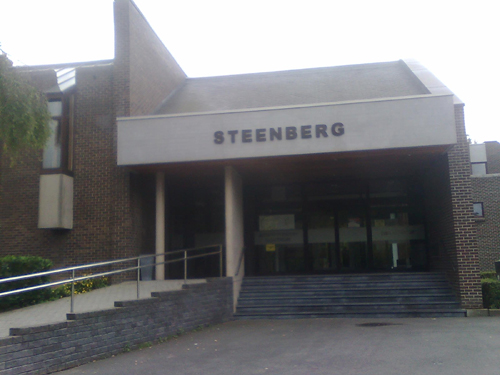
Die Bibliothek von Erpe-Mere, zu Steenberg in Bambrugge
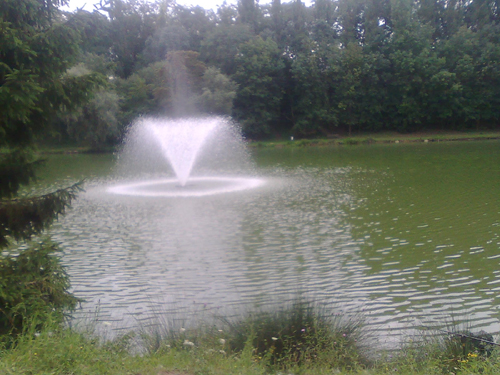
Der Weiher von Steenberg in Bambrugge

## Verkehr
Erpe-Mere besitzt eine Autobahnabfahrt an der A10/E 40 und einen Regionalbahnhof an der Bahnlinie Kortrijk – Oudenaarde – Zottegem – Erpe – Mere – Aalst – Brüssel. 

Darüber hinaus laufen die N9 (Gentsesteenweg), N442 (Leedsesteenweg) und die N46 (Oudenaardsesteenweg) durch das Gemeindegebiet.

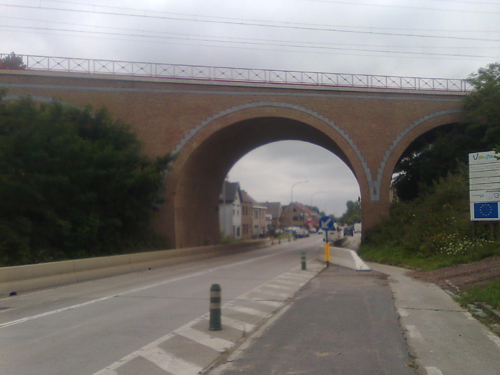
Die Eisenbahnbrücke von Erpe über den Oudenaardsesteenweg
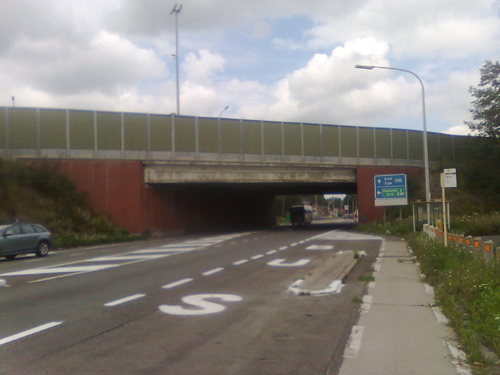
Die Autobahnbrücke (E 40) von Mere über den Oudenaardsesteenweg

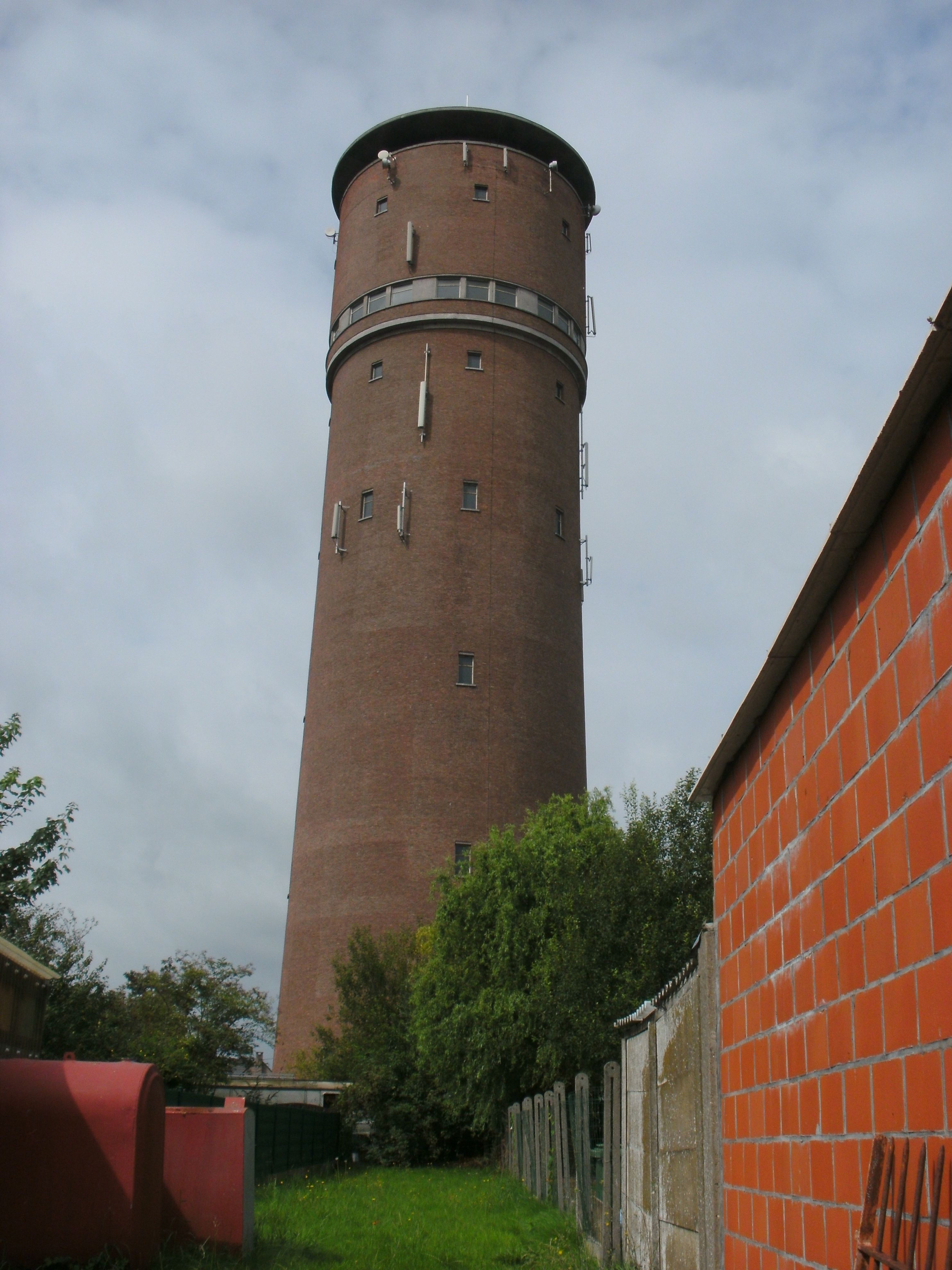
Wasserturm in Erpe

## Sehenswürdigkeiten
- Der Wasserturm der Tussengemeentelijke Maatschappij der Vlaanderen voor Watervoorziening.

### Mühlen
- Sehenswert sind vor allem die Mühlen der Gemeinde, durch die neben der Denderroute Süd auch die Molenbeekroute verläuft. Durch die geographische Situation bedingt, gibt es mit elf Wassermühlen in Erpe-Mere die meisten in ganz Belgien, sieben von ihnen sind zudem gesetzlich geschützt (Denkmalschutz). Eine Mühle wurde größtenteils zerstört, aber es gibt immer noch Überreste dieser Mühle und das Müllerhaus (Haus des Müllers) ist noch intakt. Eine andere Mühle wurde in ein Haus umgebaut.

- Auf dem Koudenberg, einem der höchsten Hügel der Gemeinde, befindet sich auch eine Windmühle. Sie wurde 2006 wieder auf ihrem Sockel montiert, nachdem sie 2004 durch ein Atelier in Roeselare restauriert wurde. Die Kruiskoutermolen wurde 2006 vollständig restauriert und ist funktionsbereit. Sie kann nach Terminabsprache mit dem touristischen Dienst besucht werden. Die Mühle steht unter Denkmalschutz.

| Ort       | Name(n)                                             | Anschrift           | Typ                                 | Schützt | Info |
| --------- | --------------------------------------------------- | ------------------- | ----------------------------------- | ------- | --- |
| Aaigem    | Engelsmolen Molen te Dalhem Molen te Dalme          | Engelsmolen 1       | Oberschlächtige Wassermühle         | Ja      | Früher Kornmühle, Ölmühle und Flachsschwingmühle Später allein Kornmühle                                           |
| Aaigem    | Ratmolen Waterrat                                   | Ratmolenstraat 42   | Oberschlächtige Wassermühle         | Ja      | Früher Kornmühle und Ölmühle Später allein Kornmühle                                                               |
| Aaigem    | Zwingelmolen                                        | Aaigembergstraat 10 | Oberschlächtige Wassermühle         | Nein    | Früher Flachsschwingmühle Später Zichorienmühle Wasserrad entfernt Renoviert wie Wohnhaus                          |
| Bambrugge | Egemmolen Meuleken Tik Tak                          | Everdal 21          | Oberschlächtige Wassermühle         | Nein    | Kornmühle Wasserrad entfernt und größtenteils zerstört Müllerhaus gebraucht wie Landhaus                           |
| Bambrugge | Molens Van Sande Kasteelmolen Celindermolen         | Prinsdaal 33        | Oberschlächtige Wassermühle         | Nein    | Früher Kornmühle aber Mühlenzwang Später gemein Kornmühle Wasserrad entfernt Ist jetzt eine industrielle Mahlmühle |
| Erpe      | Cottemmolen                                         | Molenstraat 36      | Oberschlächtige Wassermühle         | Ja      | Früher Kornmühle und Ölmühle Später allein Kornmühle                                                               |
| Erpe      | Van Der Biestmolen                                  | Dorpsstraat 3       | Oberschlächtige Wassermühle         | Nein    | Kornmühle |
| Mere      | De Graevesmolen                                     | Bosstraat 25        | Oberschlächtige Wassermühle         | Ja      | Kornmühle und Ölmühle                                                                                              |
| Mere      | Gotegemmolen                                        | Gotegemstraat 1     | Oberschlächtige Wassermühle         | Ja      | Kornmühle |
| Mere      | Kruiskoutermolen Jezuïtenmolen Molen Van Der Haegen | Schoolstraat        | Bockwindmühle mit offenem Bockstuhl | Ja      | Kornmühle |
| Mere      | Molen te Broeck 't Hof Schuurke                     | Wilgendries 6       | Oberschlächtige Wassermühle         | Ja      | Kornmühle |
| Ottergem  | De Watermeulen                                      | Ruststraat 10–12    | Oberschlächtige Wassermühle         | Ja      | Je Kornmühle und Ölmühle Später allein Kornmühle                                                                   |

## Galerie

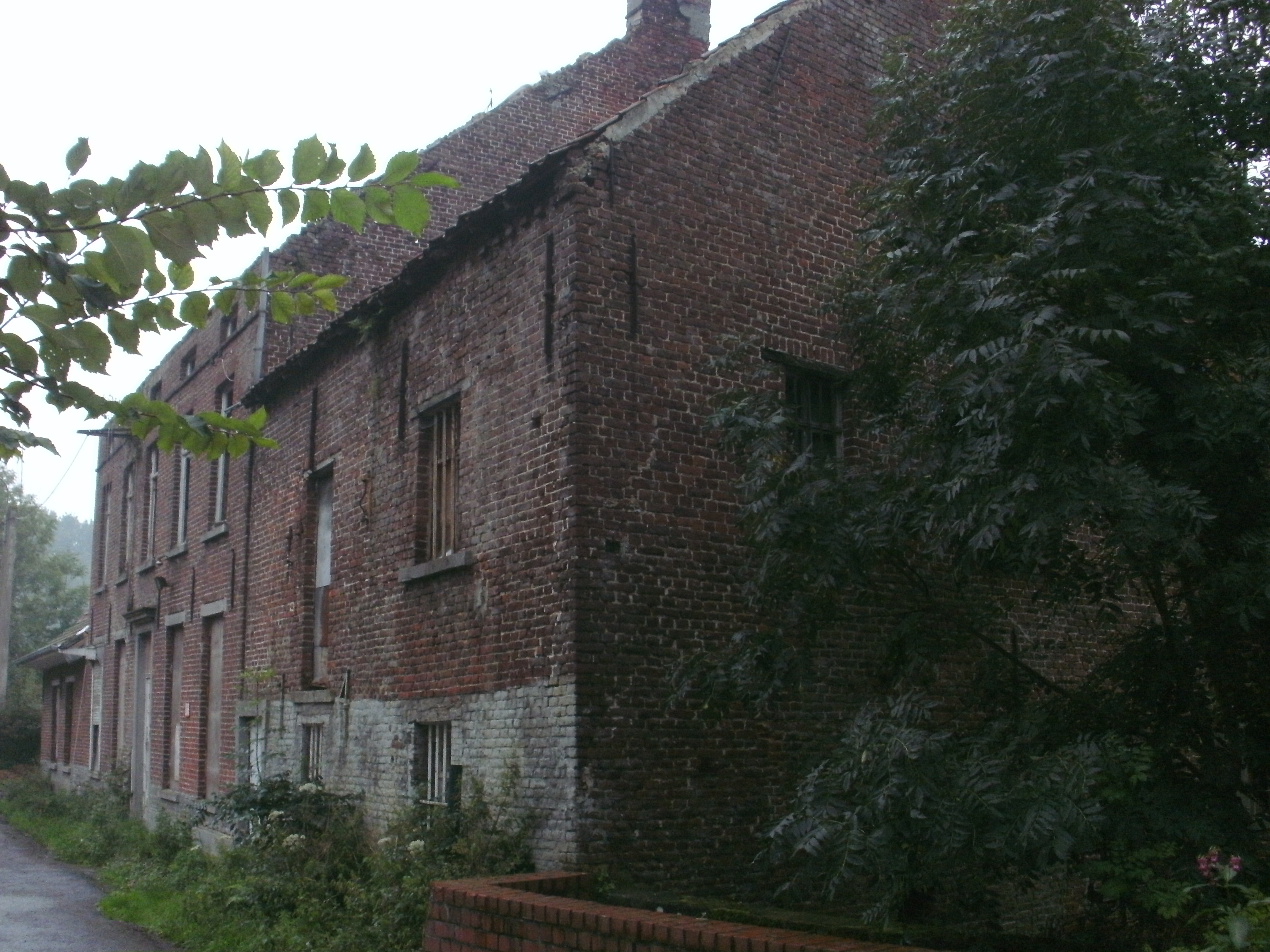
Engelsmolen in Aaigem
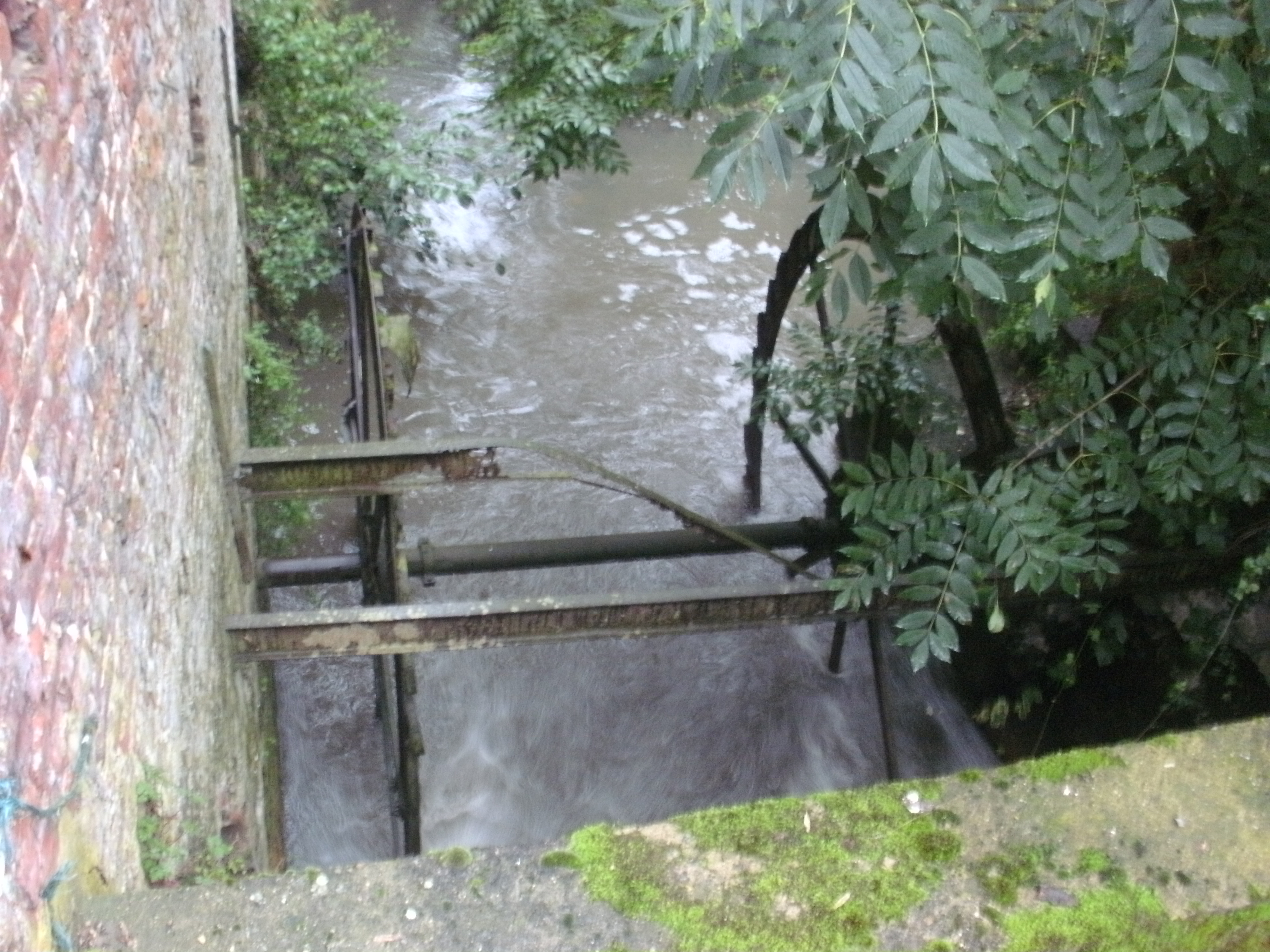
Wasserrad der Engelsmolen in Aaigem
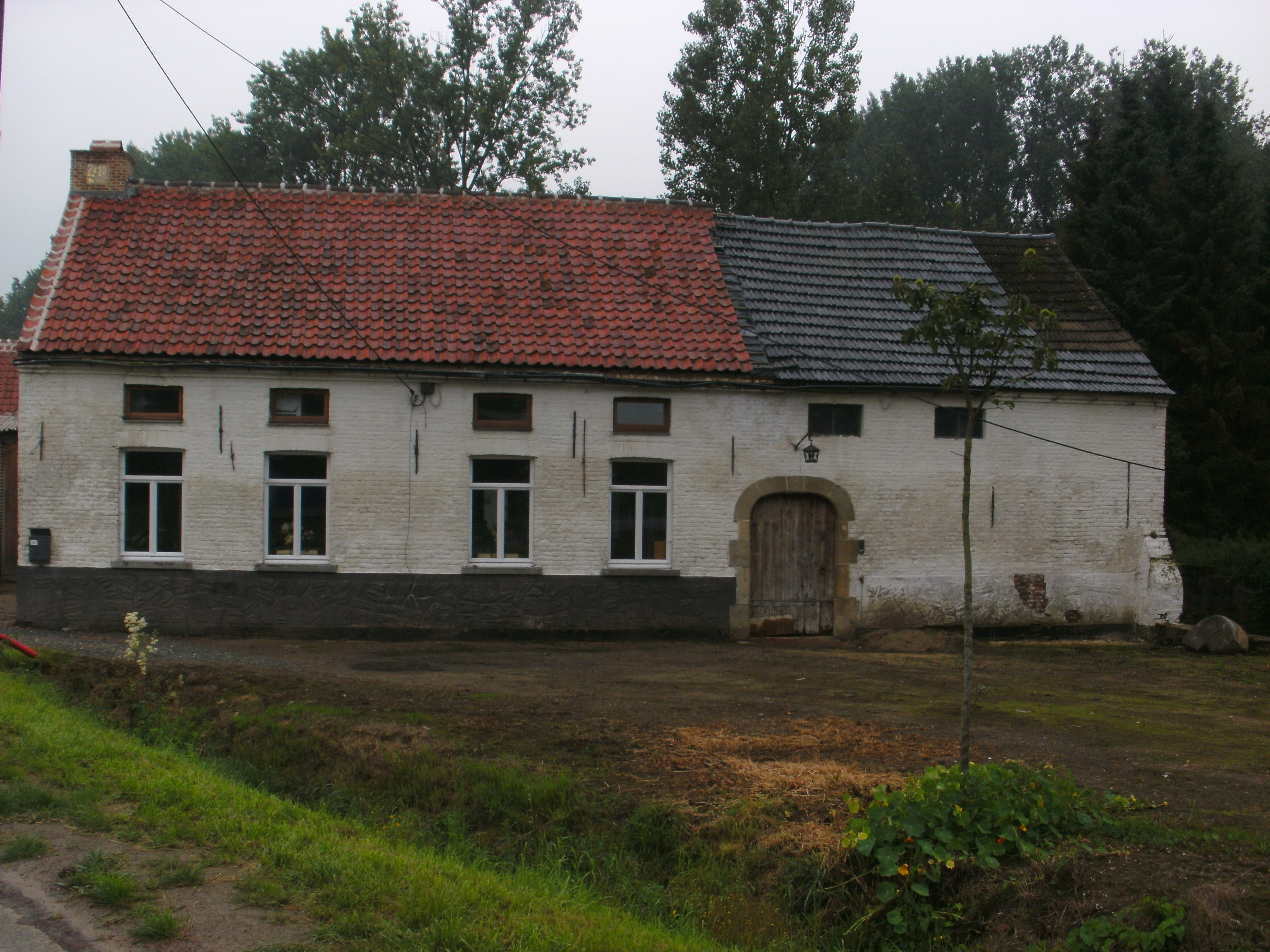
Ratmolen in Aaigem
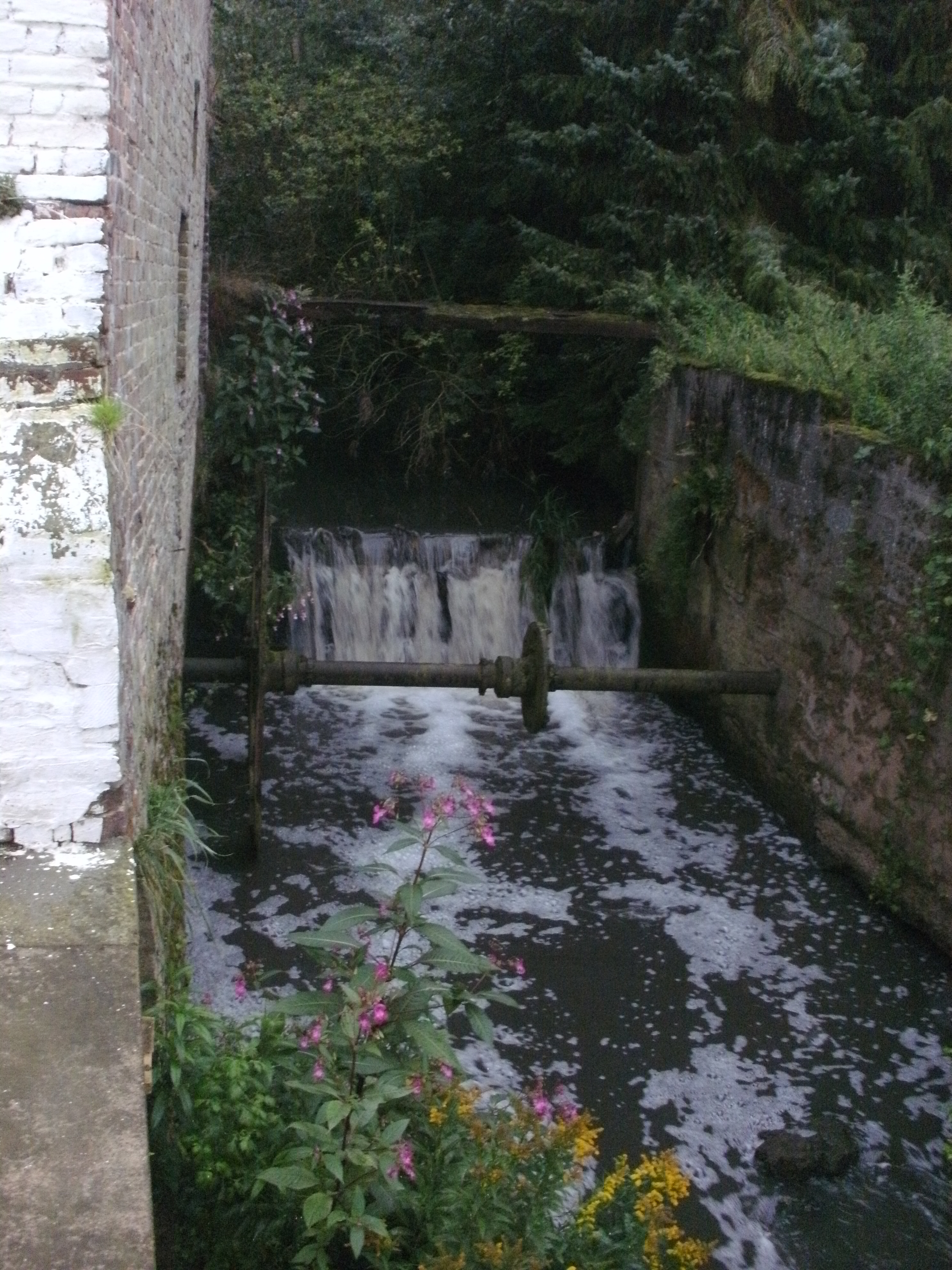
Wasserrad der Ratmolen in Aaigem
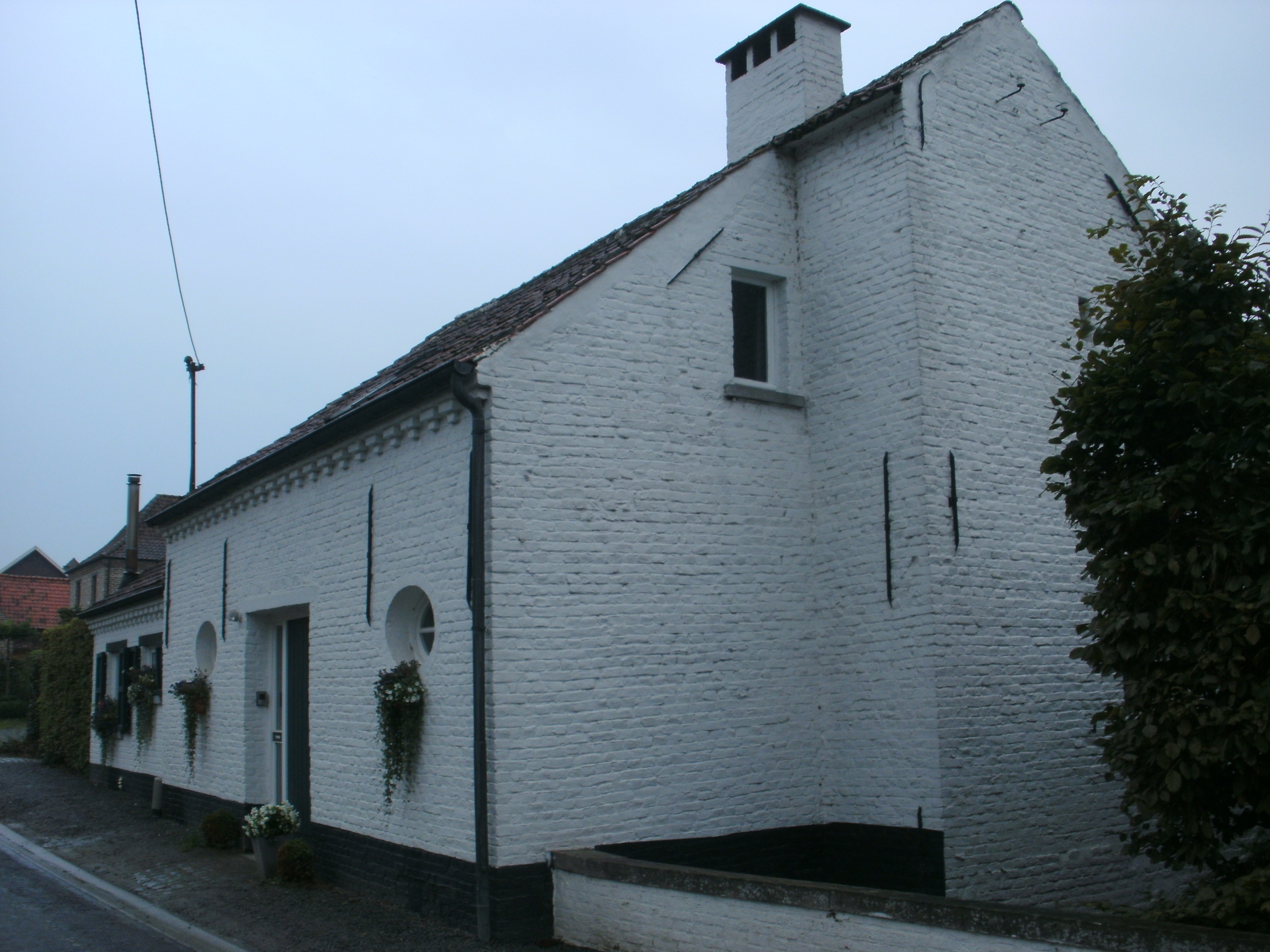
Zwingelmolen in Aaigem
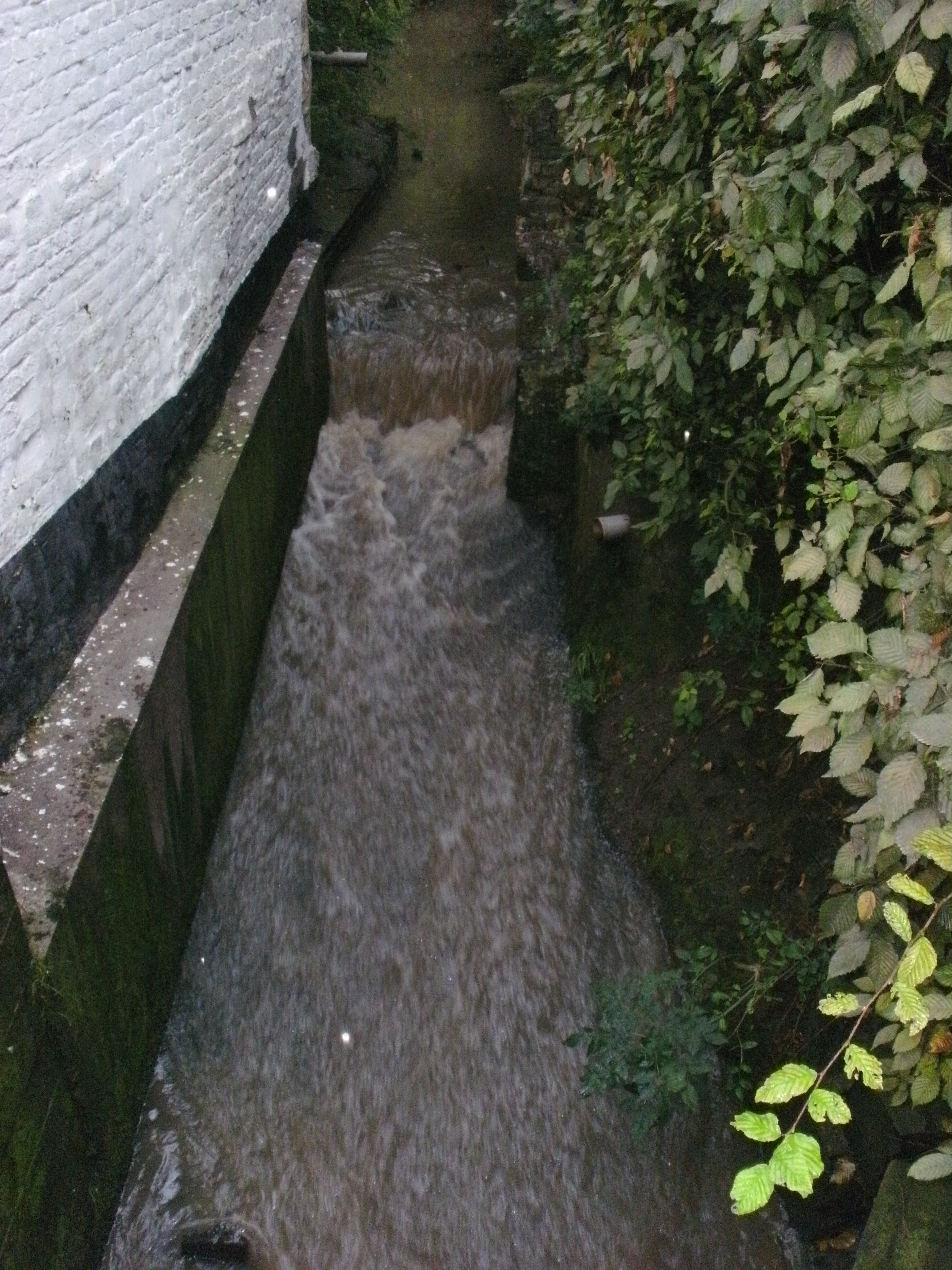
Ort wo das Wasserrad der Zwingelmolen in Aaigem war
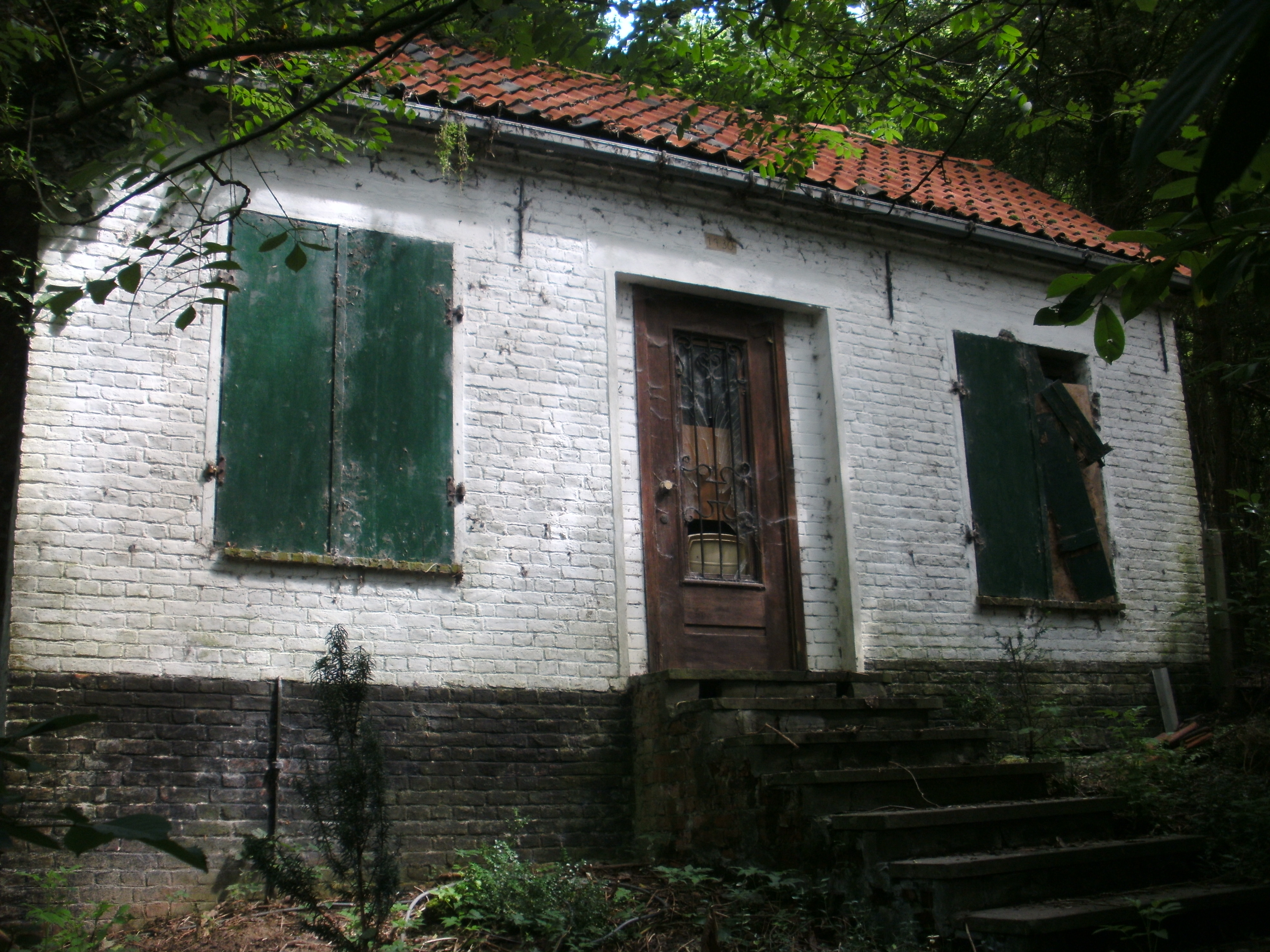
Müllerhaus von der Egemmolen in Bambrugge
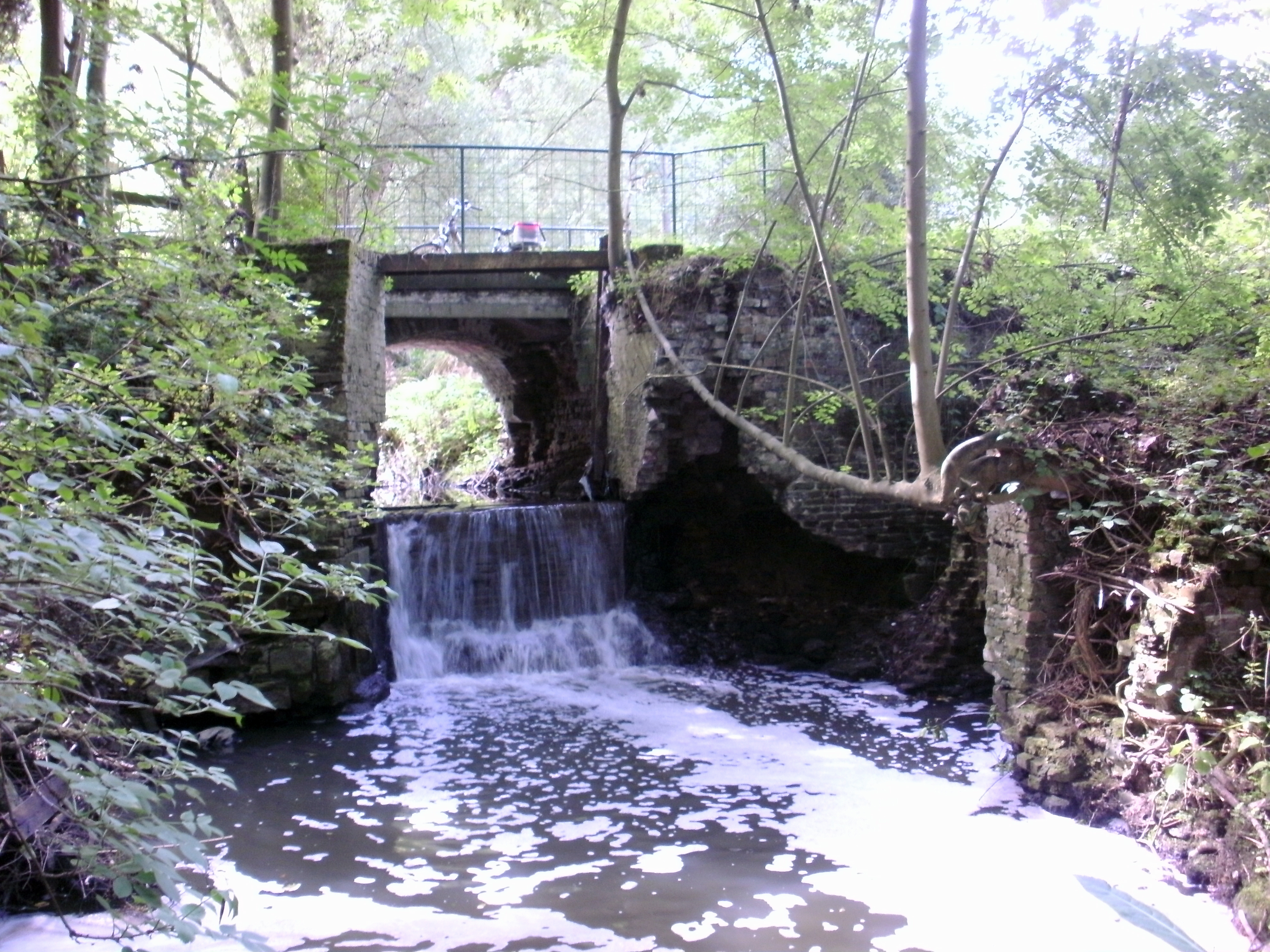
Überbleibseln von der Egemmolen in Bambrugge
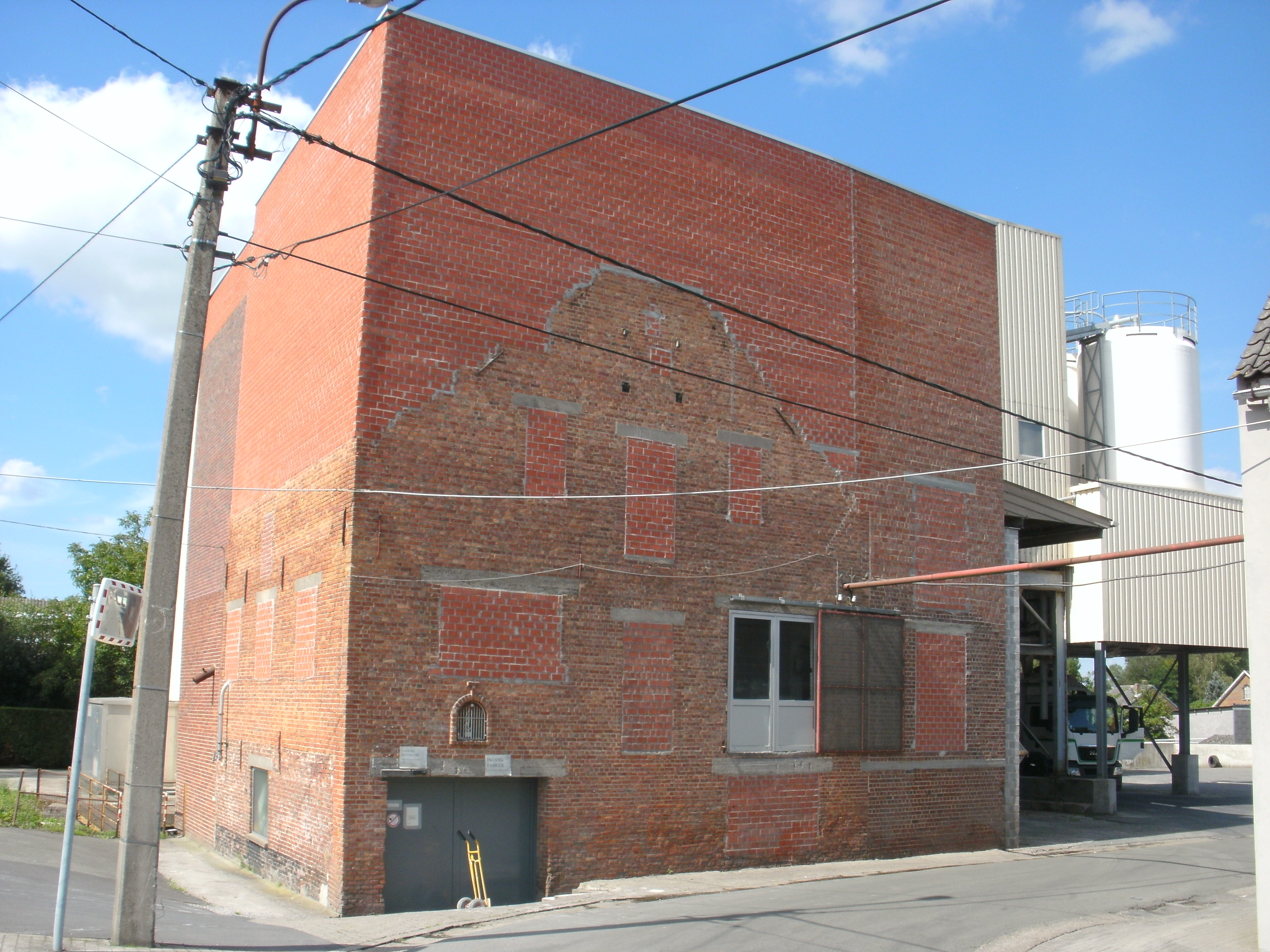
Vorderansicht der Molens Van Sande in Bambrugge
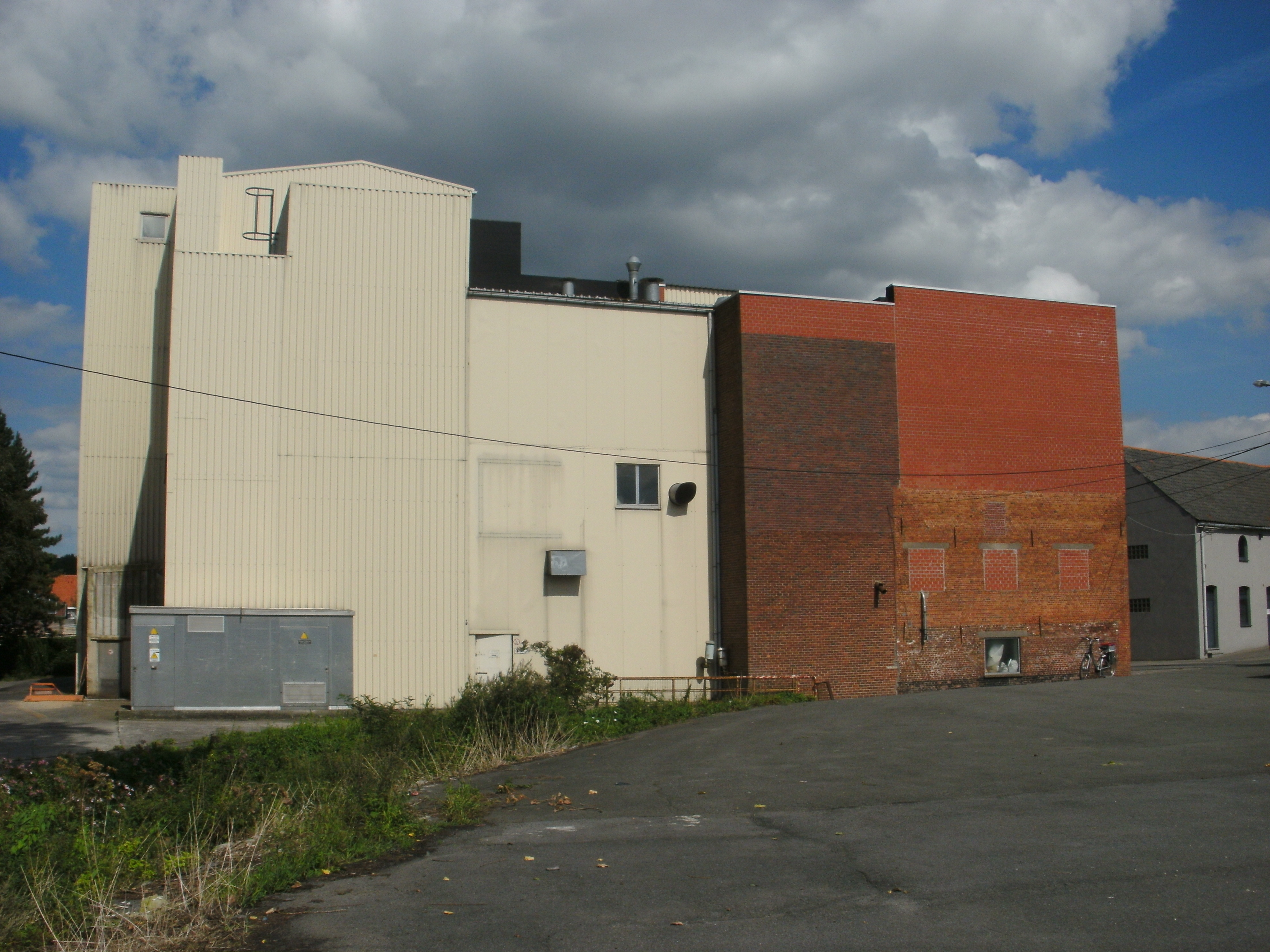
Seitenansicht der Molens Van Sande in Bambrugge
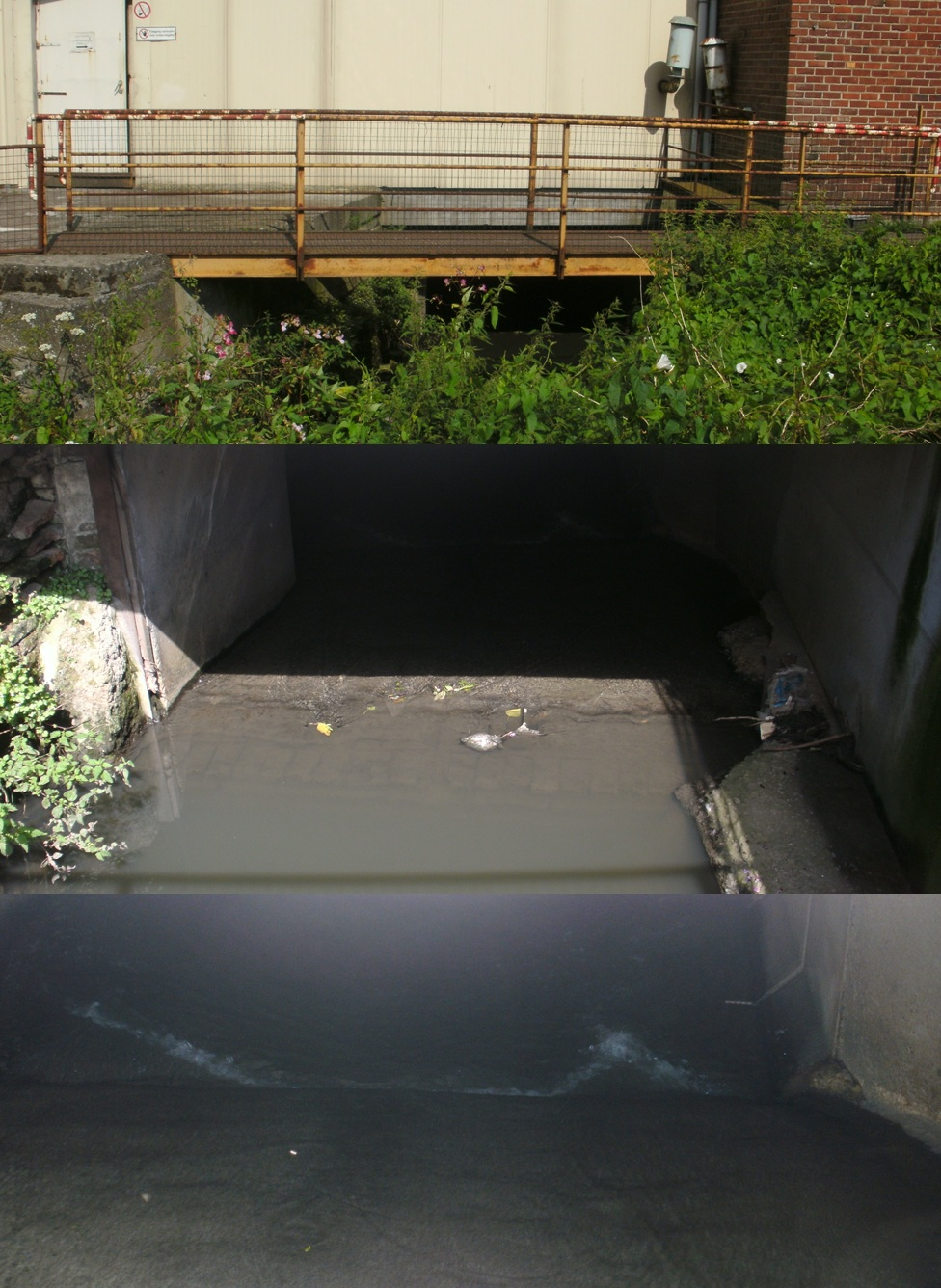
Ort wo das Wasserrad der Molens Van Sande in Bambrugge war
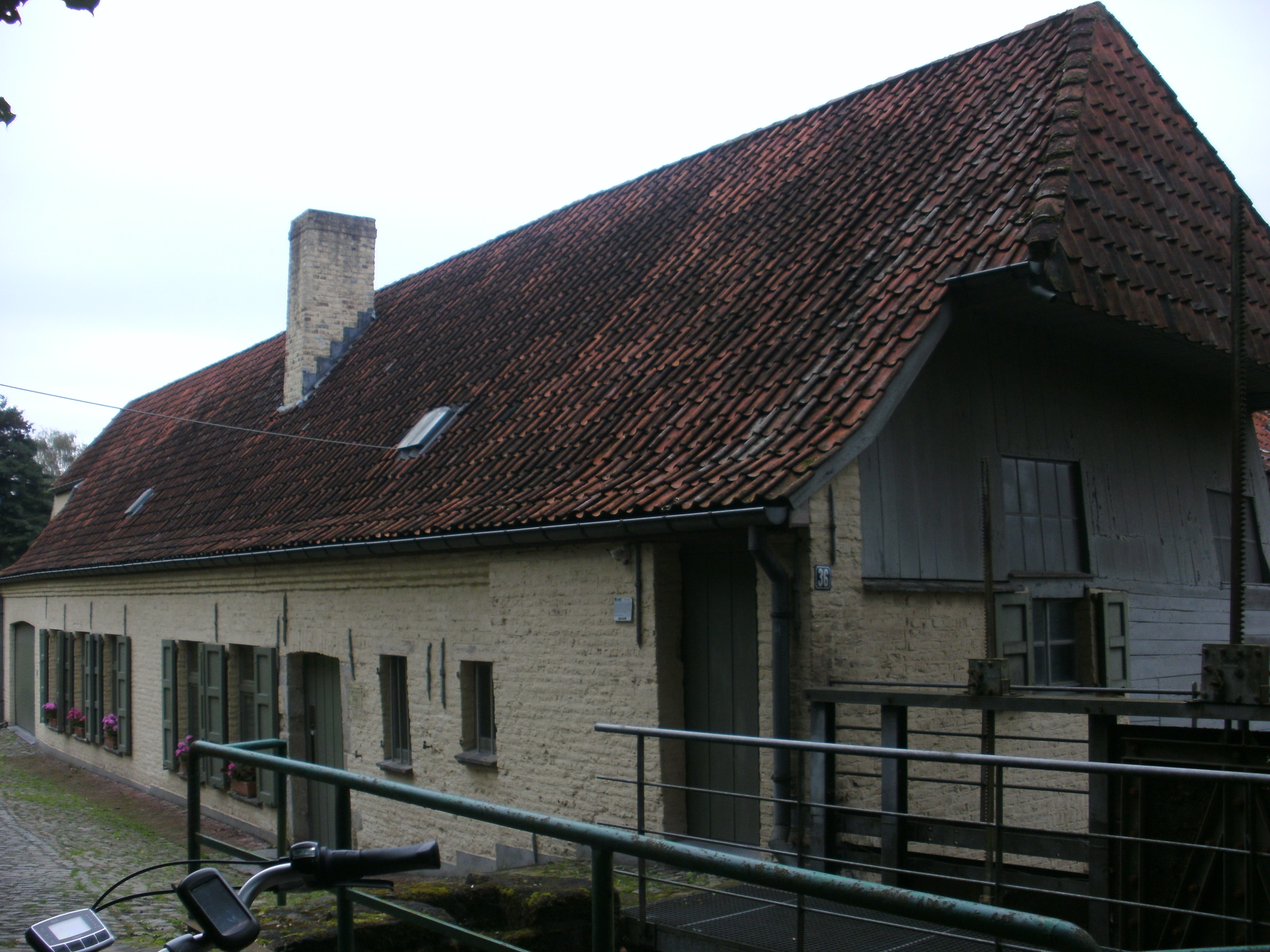
Vorderansicht der Cottemmolen in Erpe
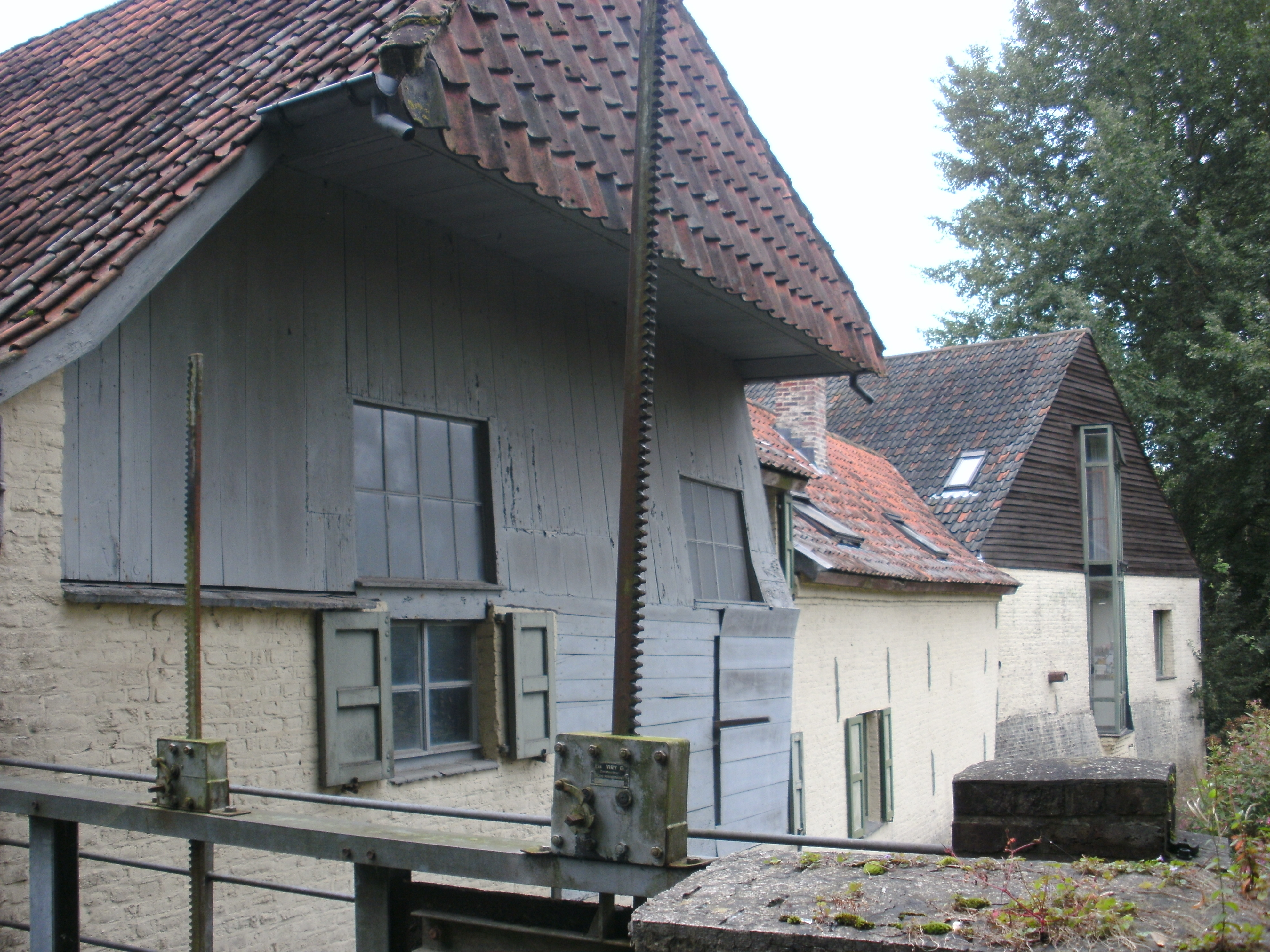
Seitenansicht der Cottemmolen in Erpe
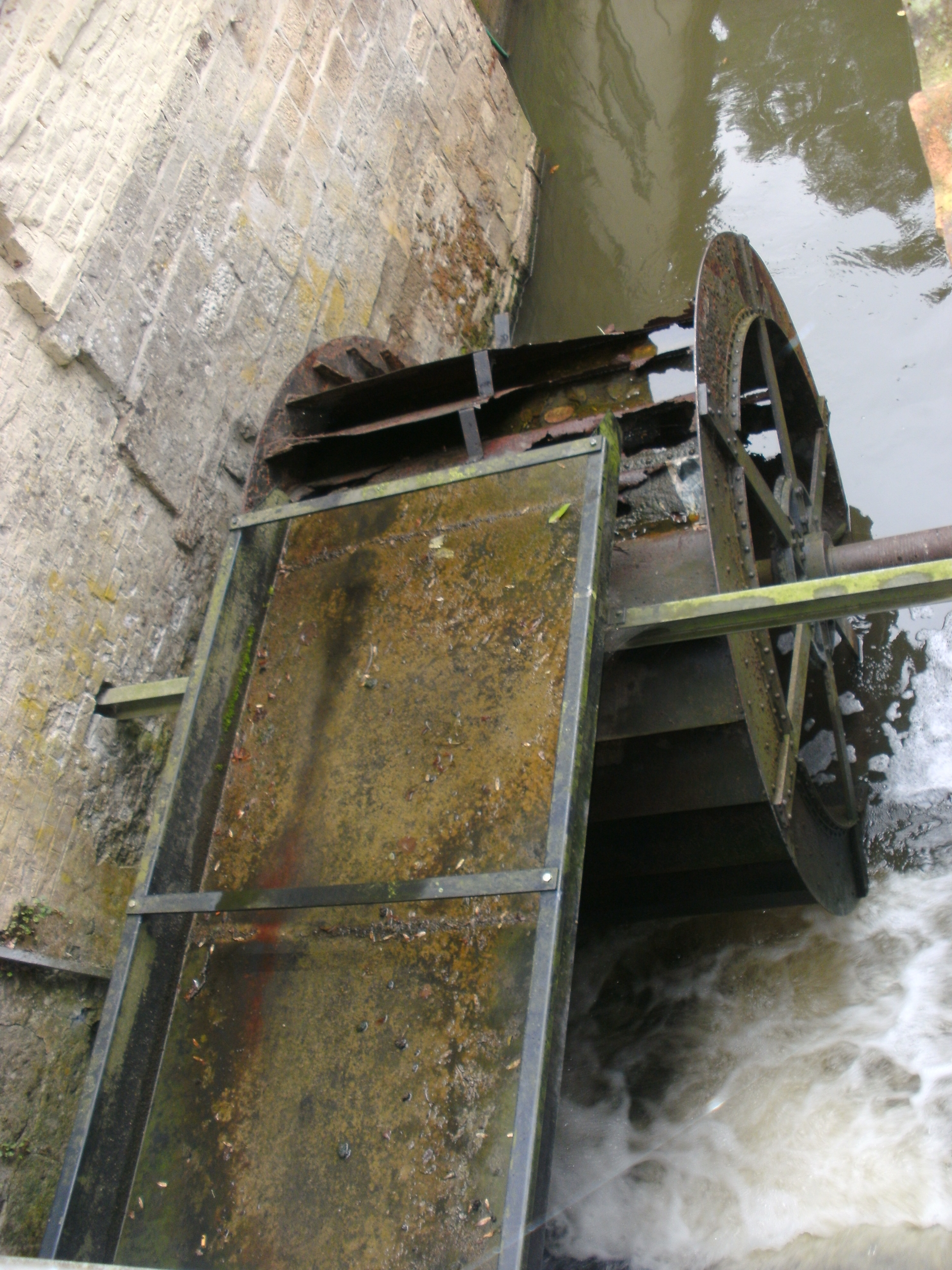
Wasserrad der Cottemmolen in Erpe
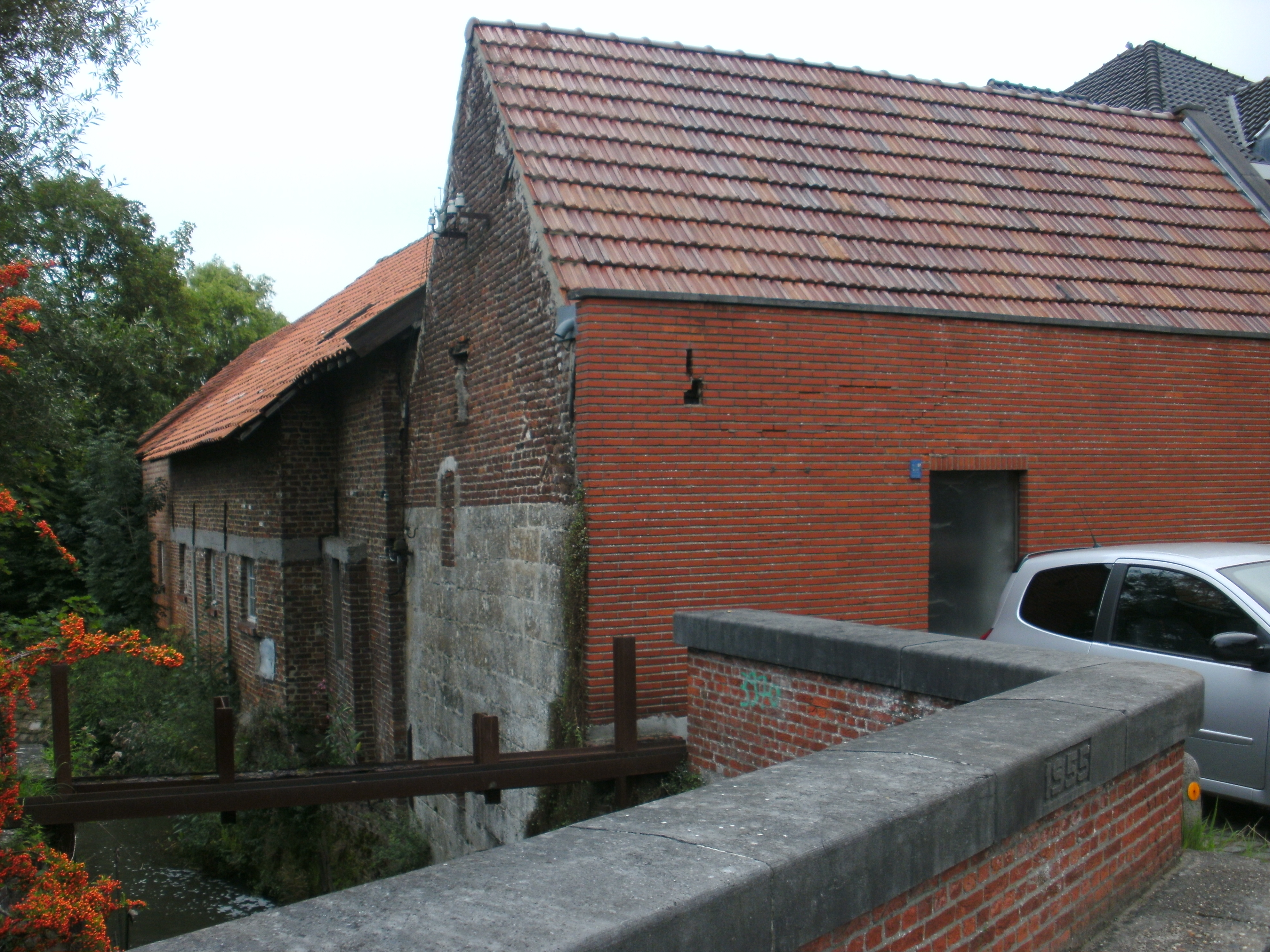
Van Der Biestmolen in Erpe
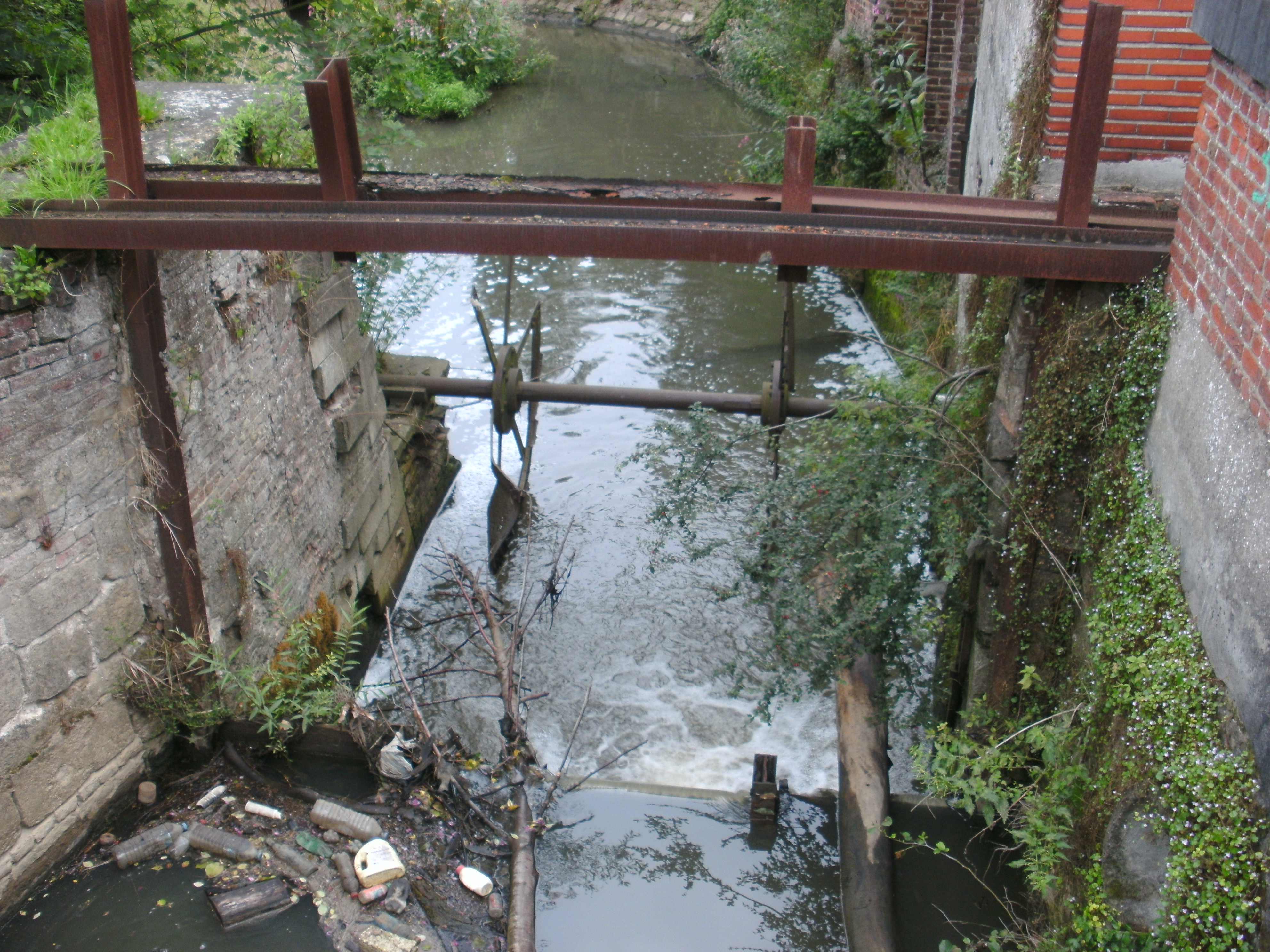
Wasserrad der Van Der Biestmolen in Erpe
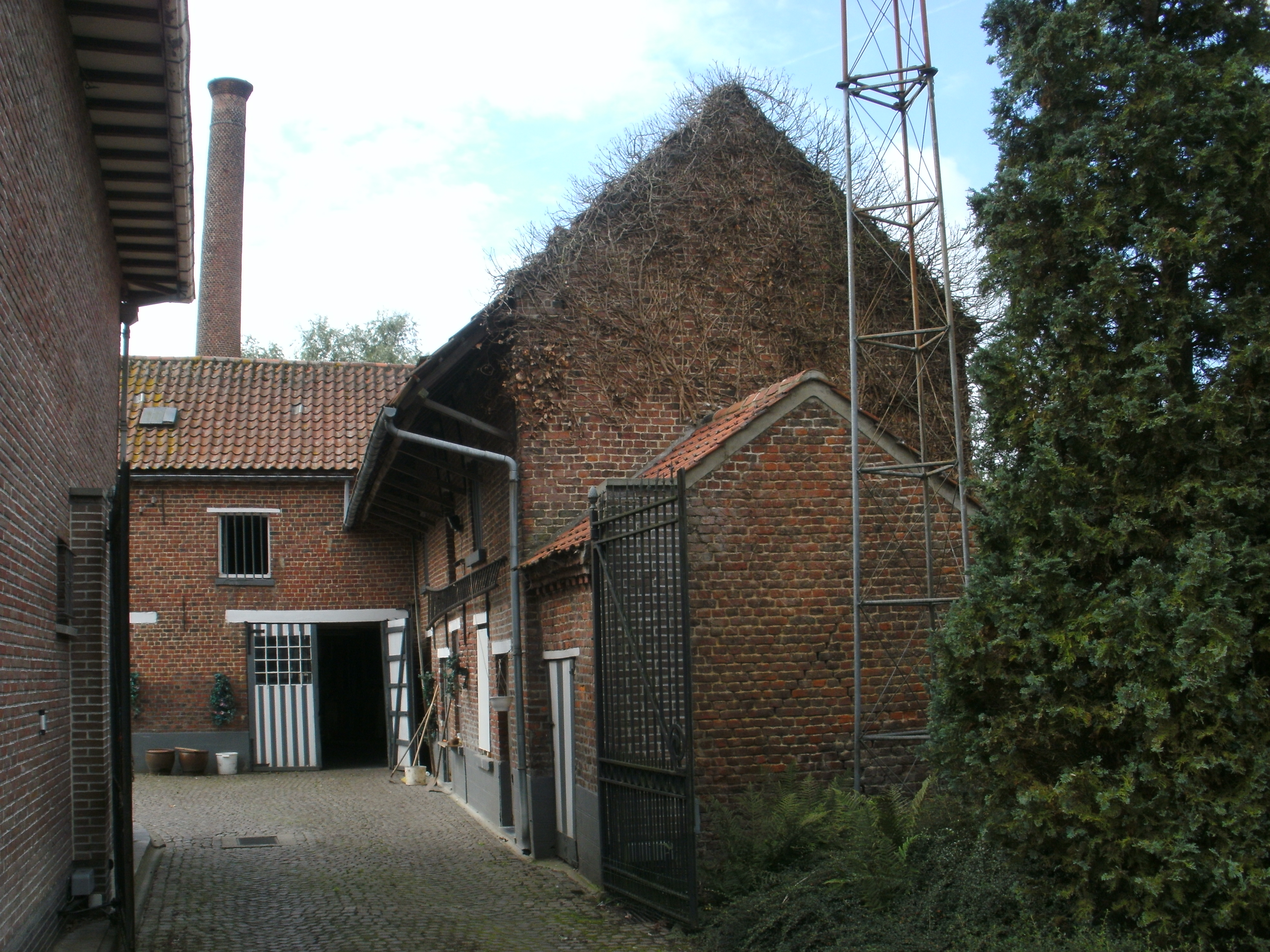
Vorderansicht der De Graevesmolen in Mere
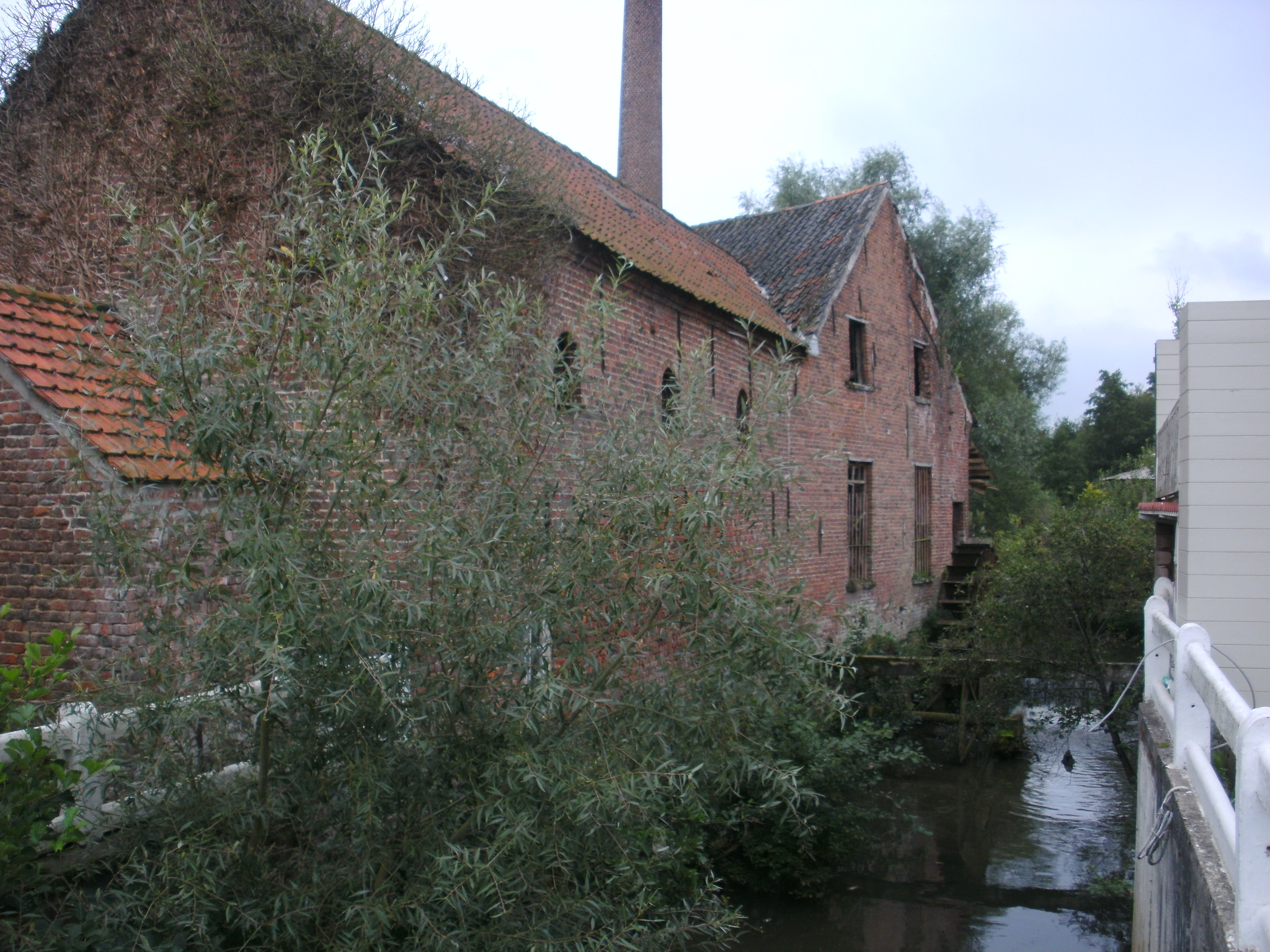
Seitenansicht der De Graevesmolen in Mere
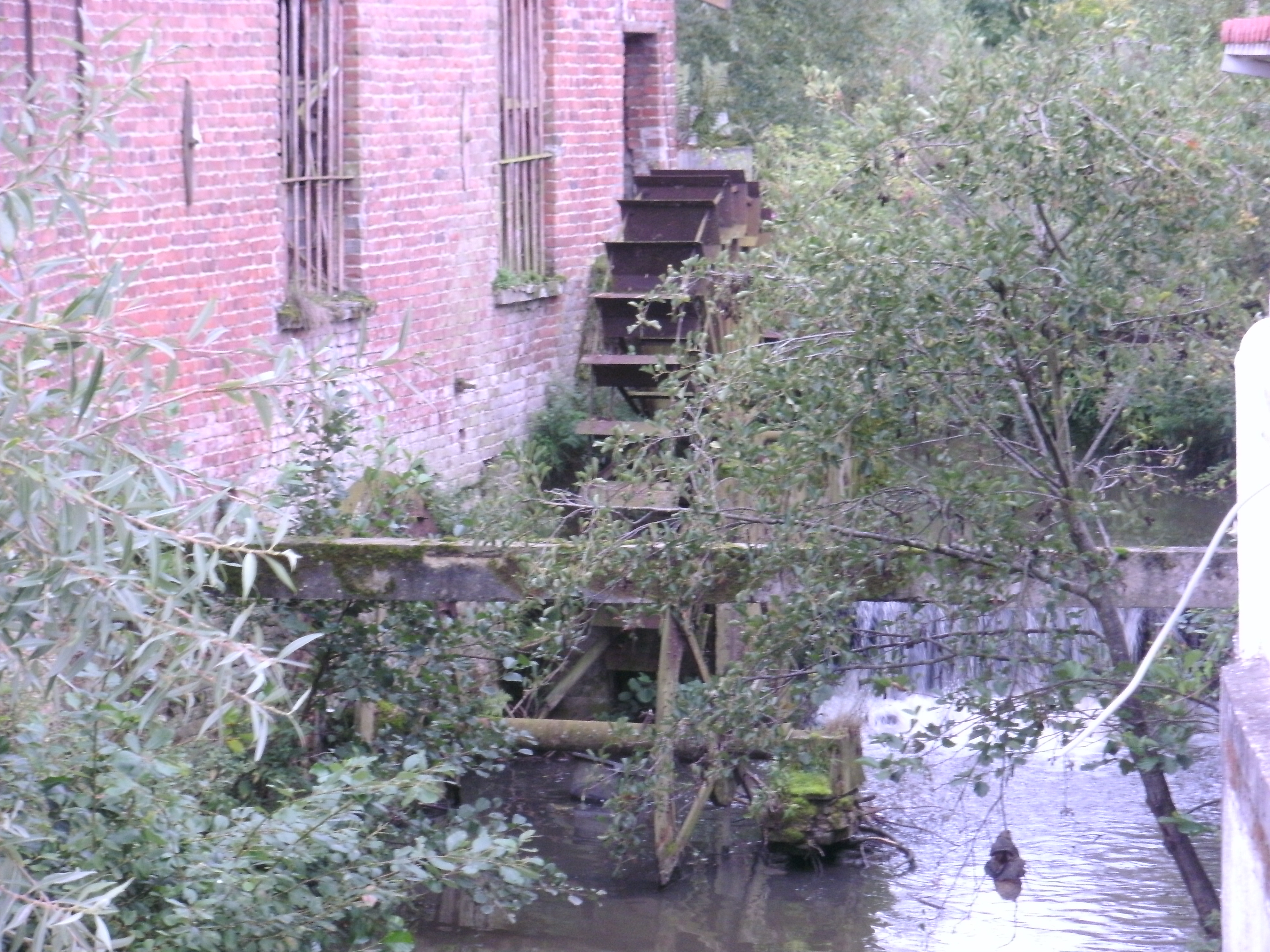
Wasserrad der De Graevesmolen in Mere
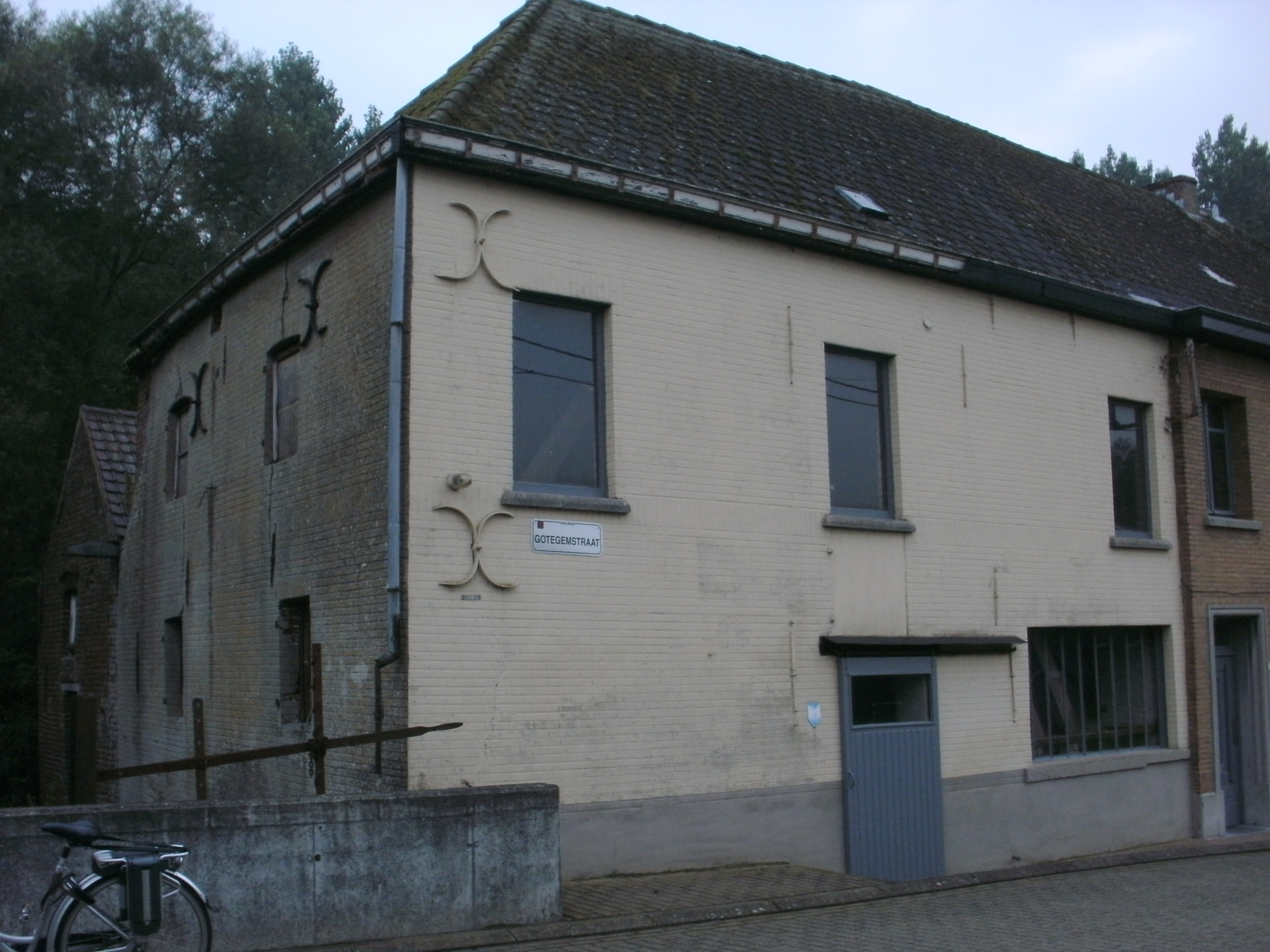
Gotegemmolen in Mere
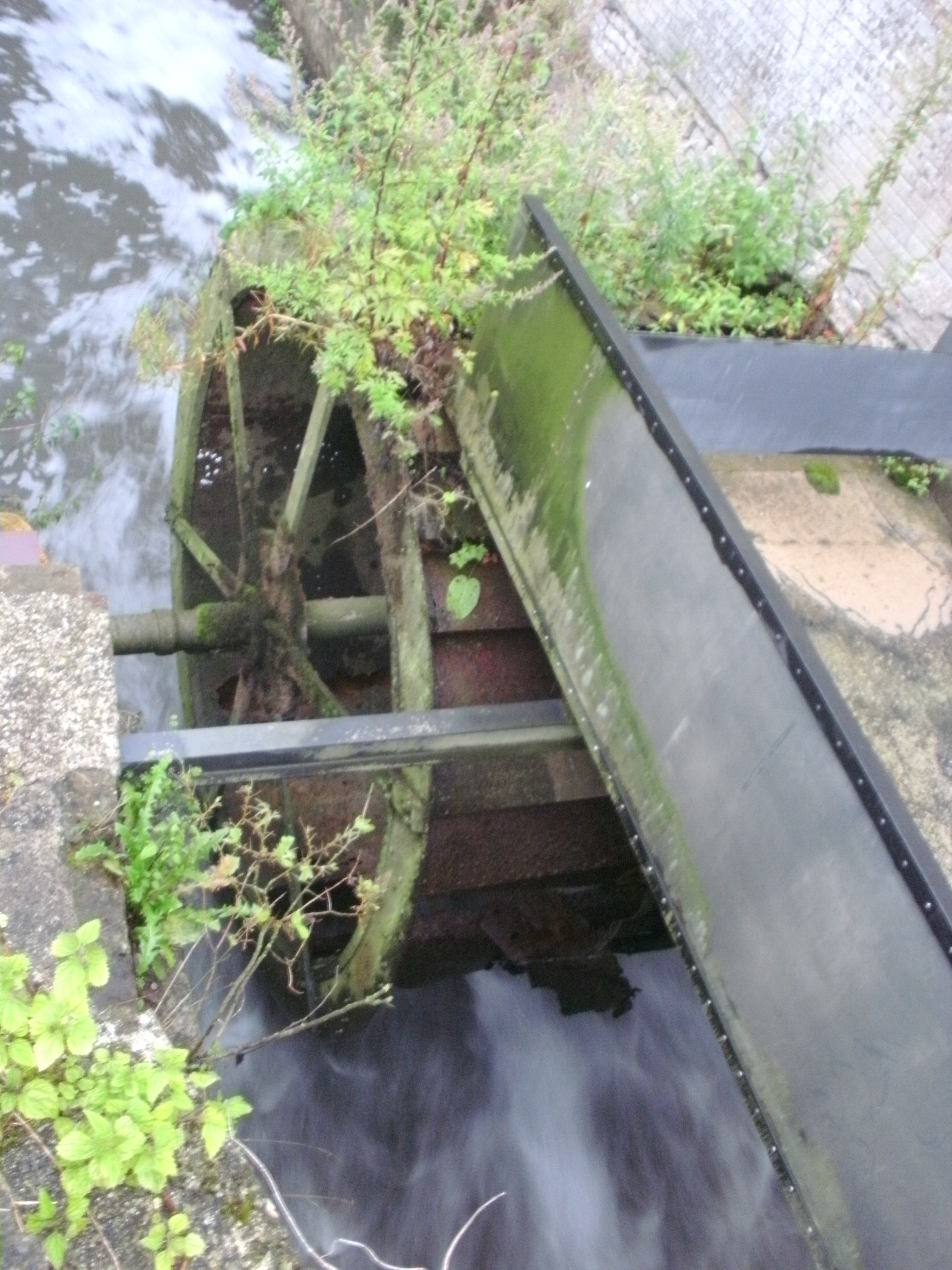
Wasserrad der Gotegemmolen in Mere
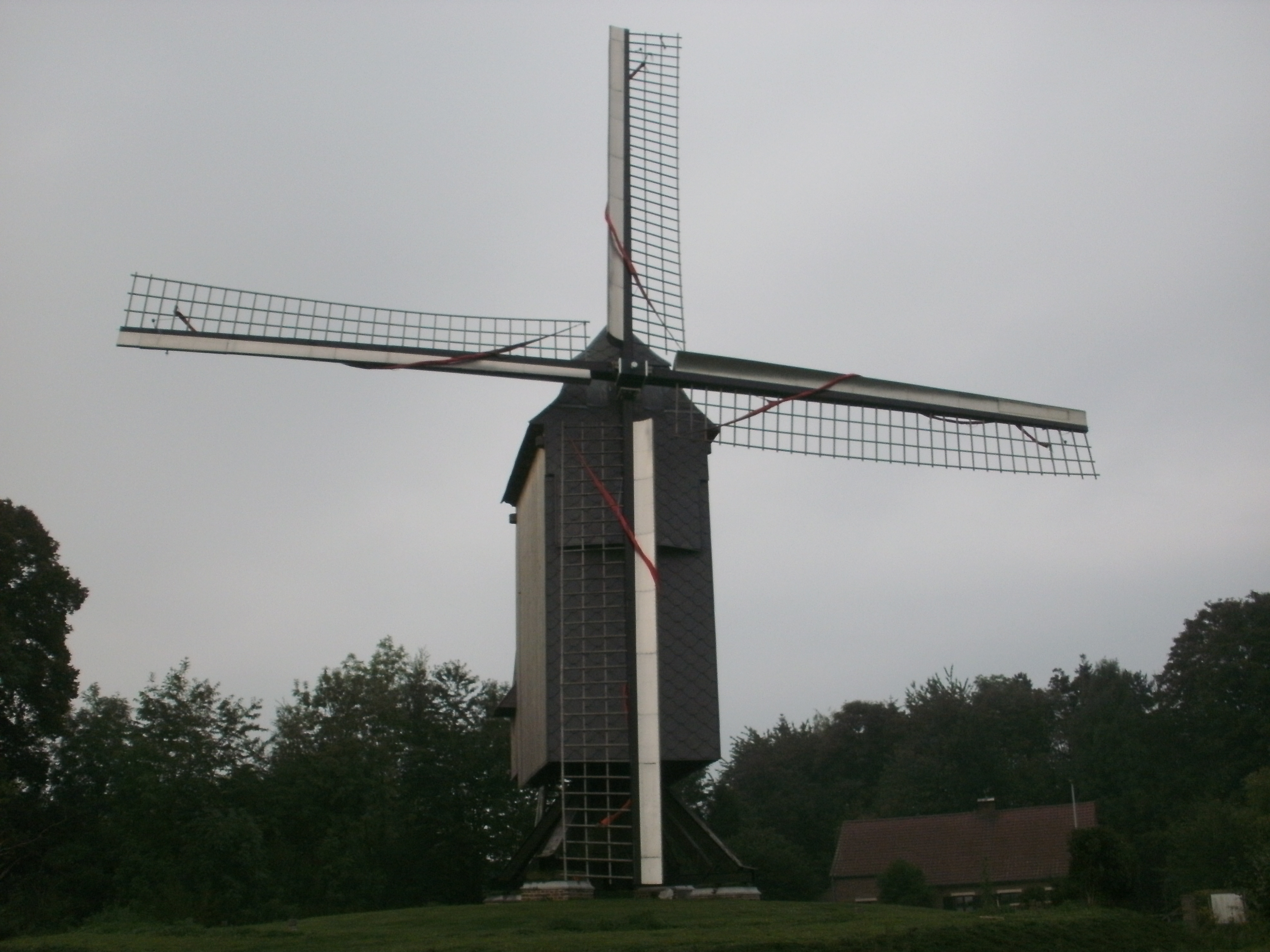
Kruiskoutermolen in Mere
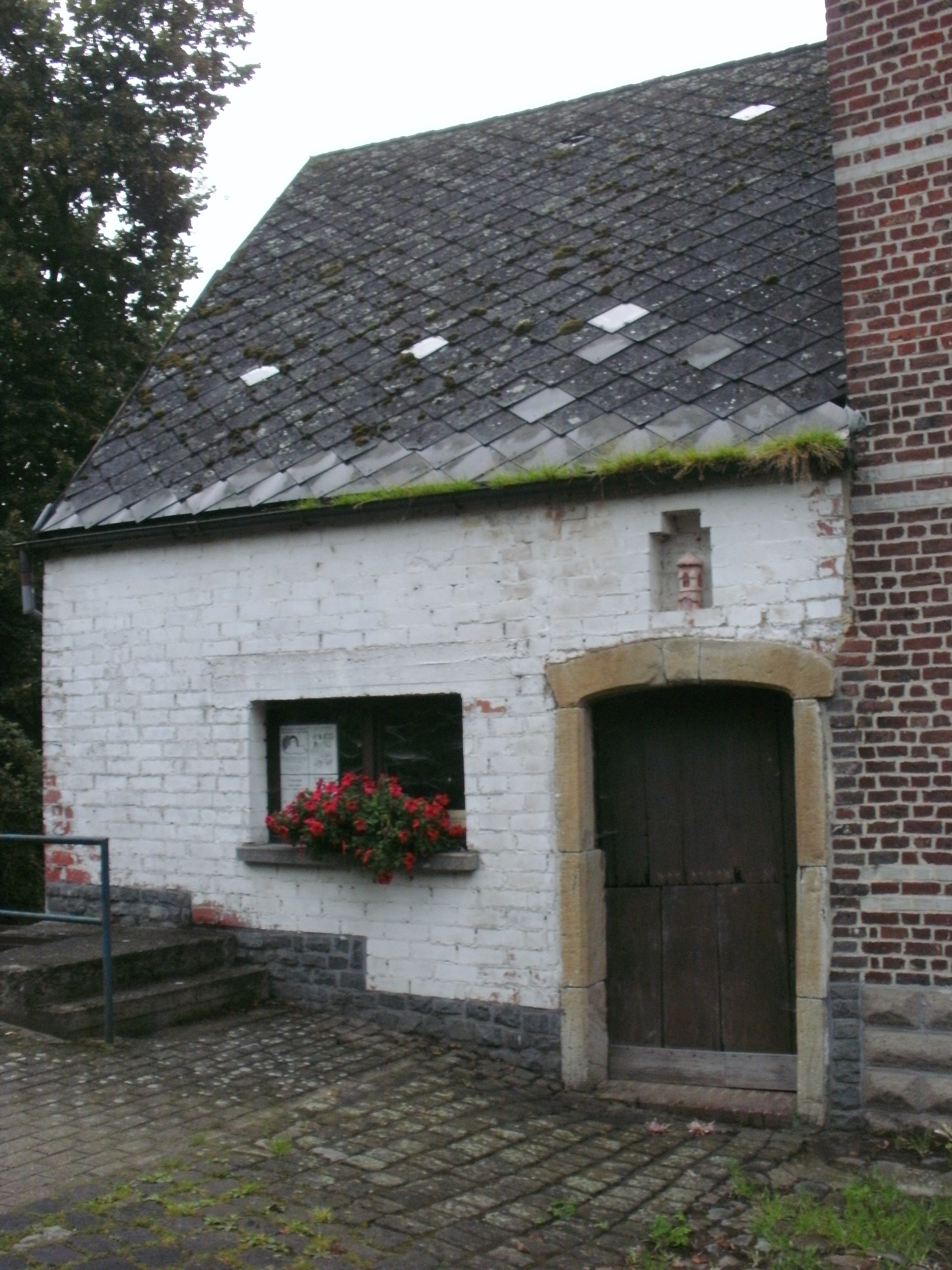
Molen te Broeck in Mere
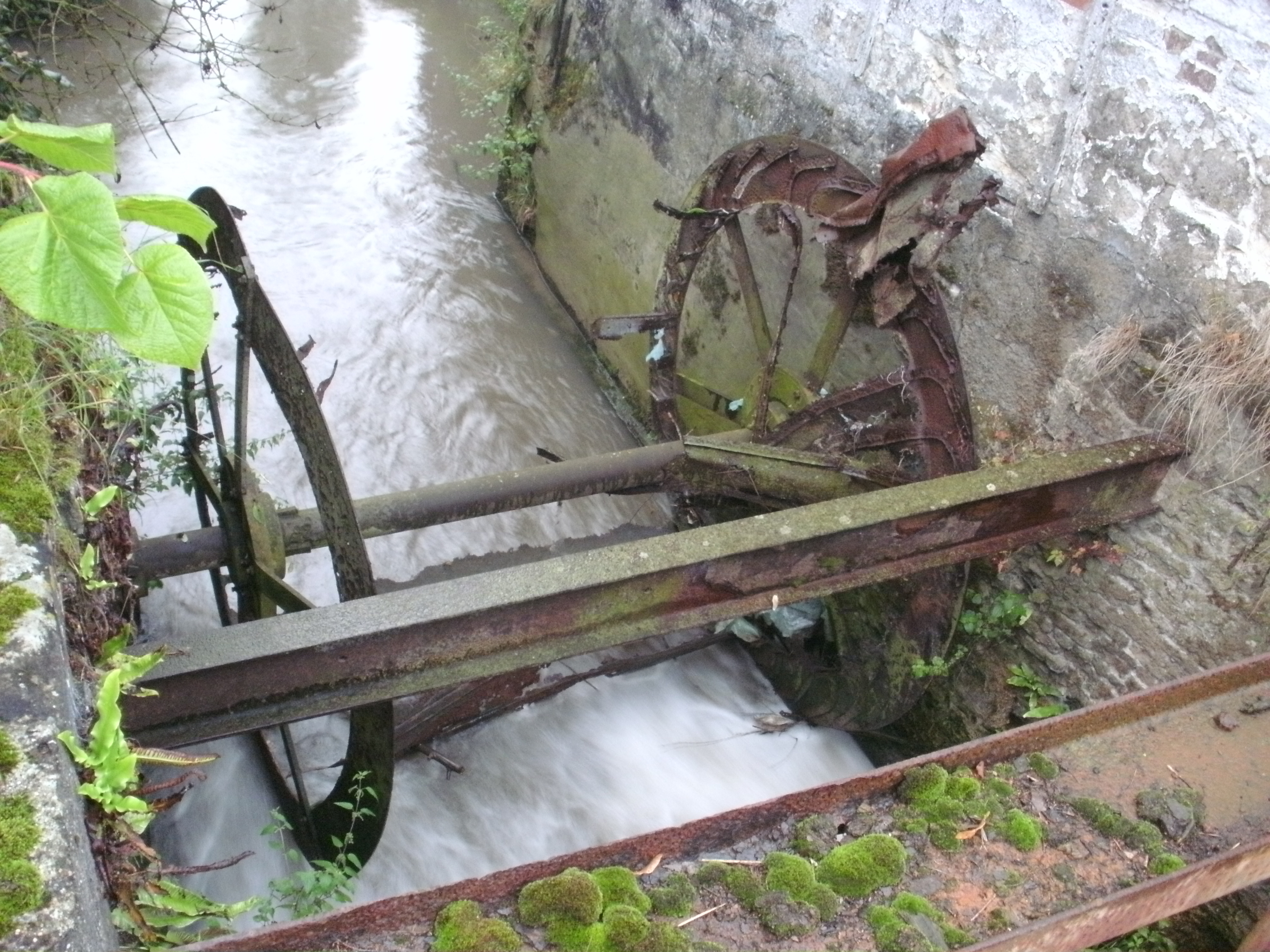
Wasserrad der Molen te Broeck in Mere
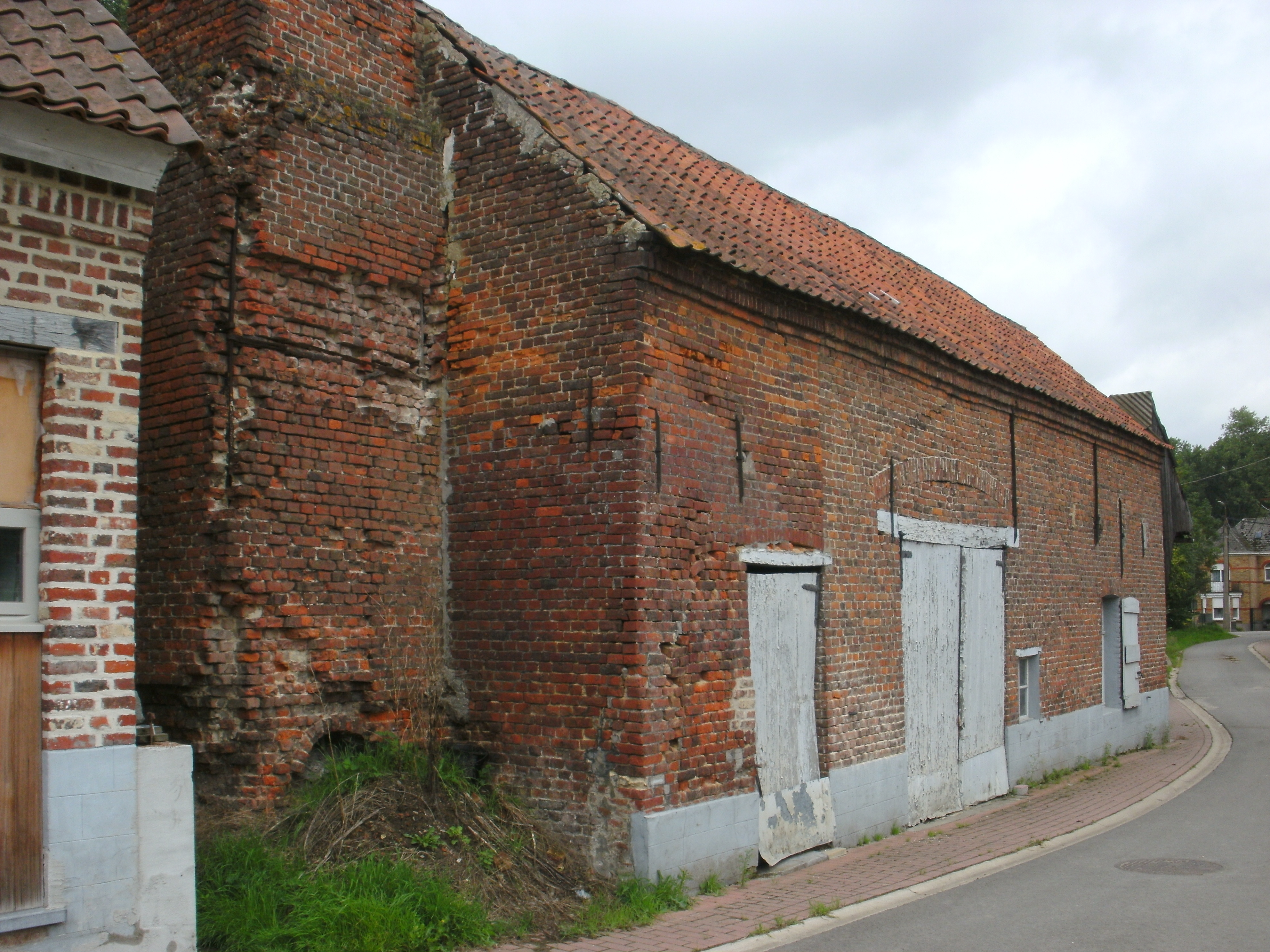
Vorderansicht der De Watermeulen in Ottergem
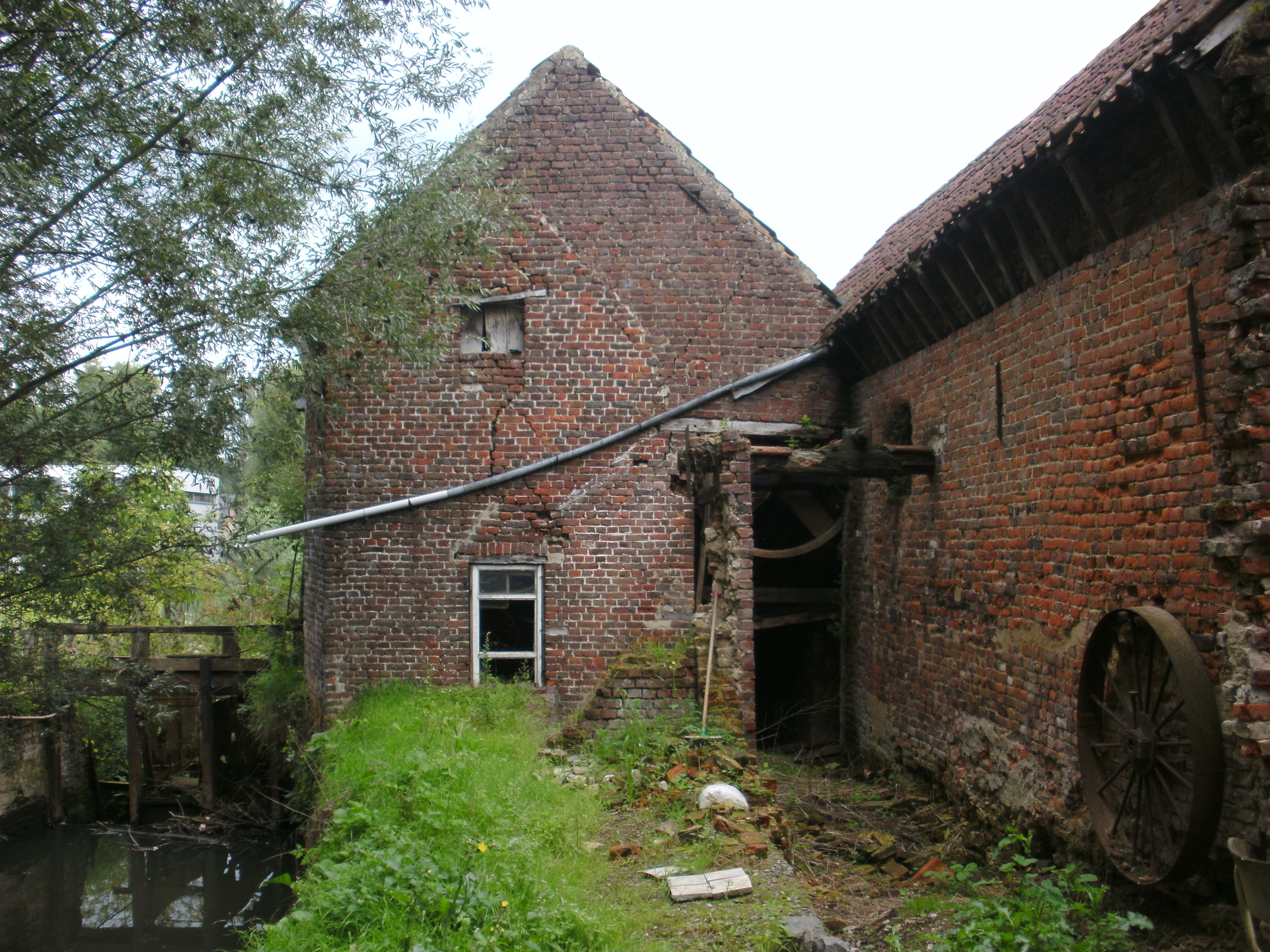
Rückansicht der De Watermeulen in Ottergem
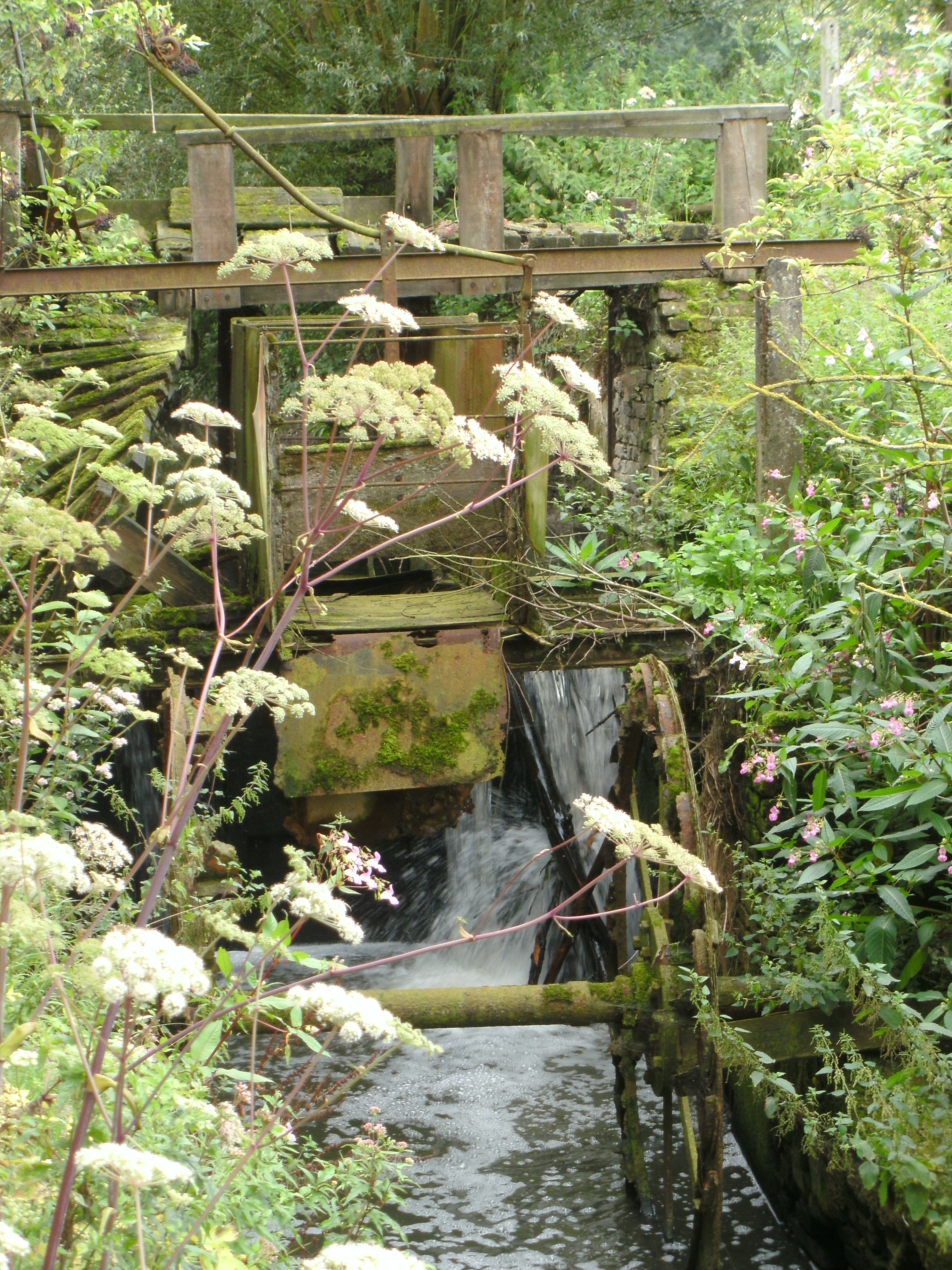
Wasserrad der De Watermeulen in Ottergem
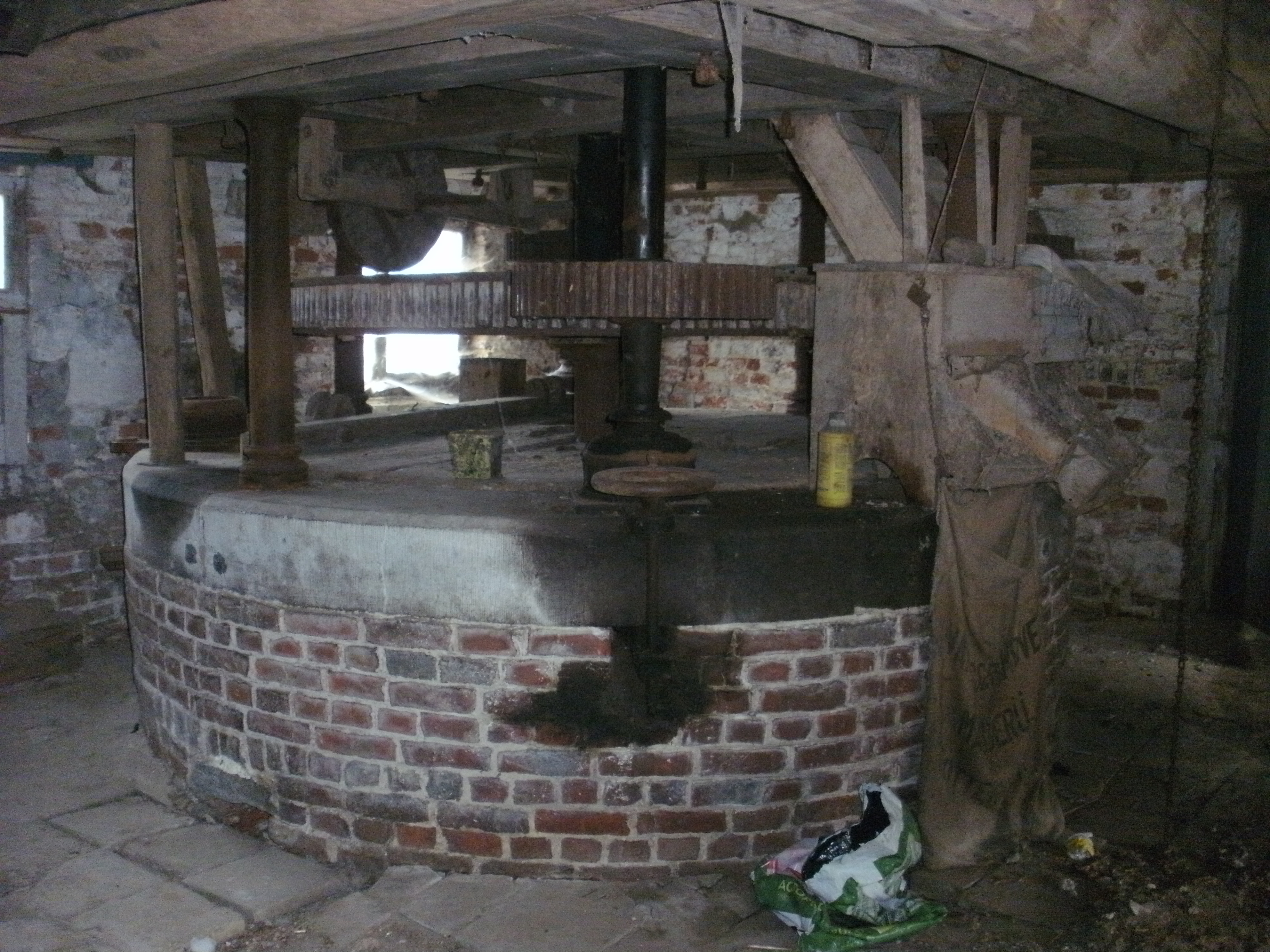
Innenansicht der De Watermeulen in Ottergem

### Kirchen

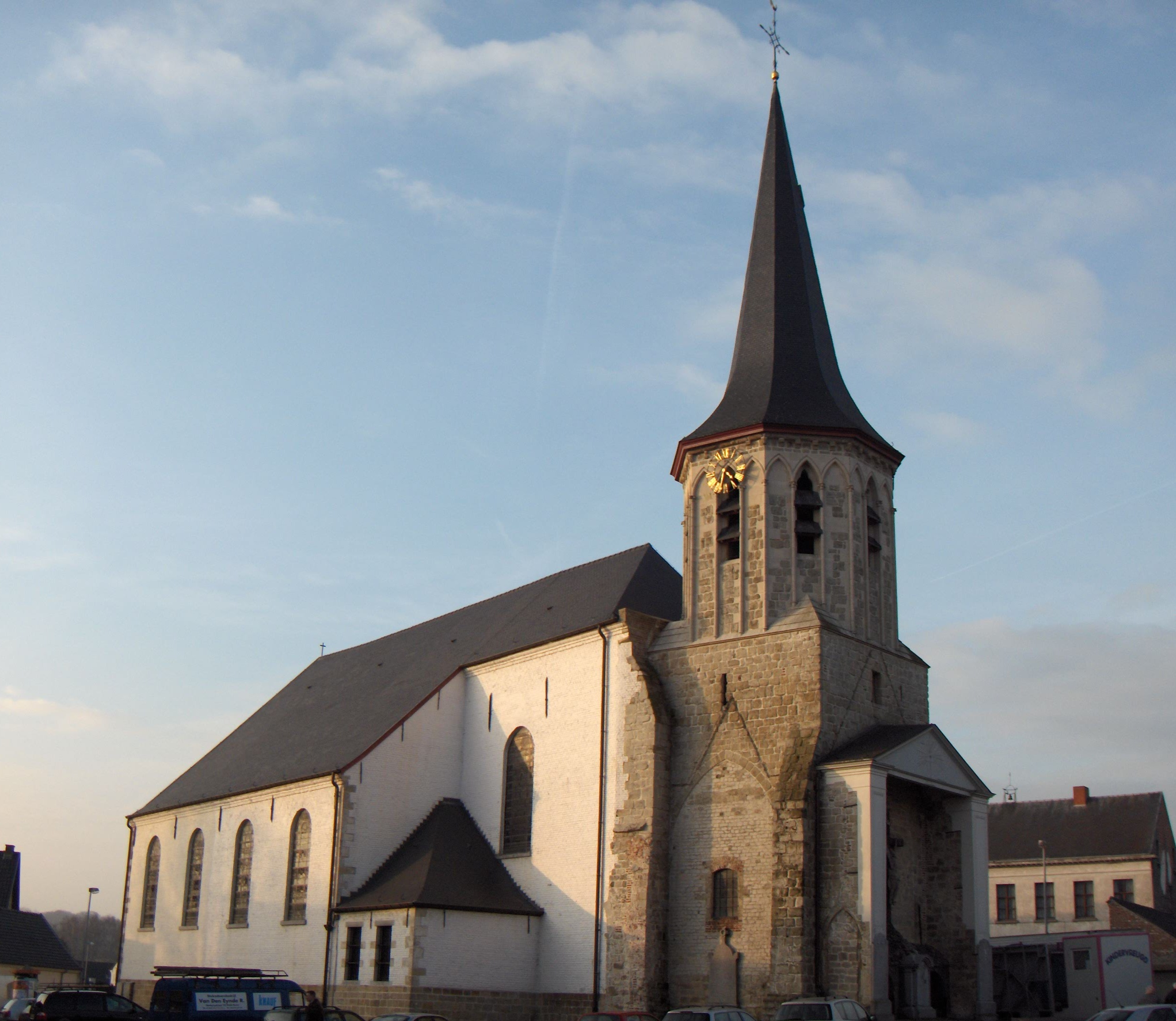
Kirche von Aaigem
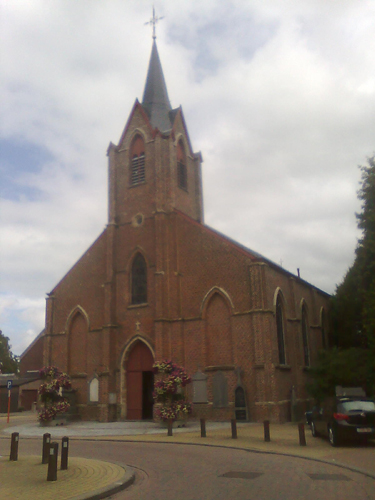
Kirche von Bambrugge
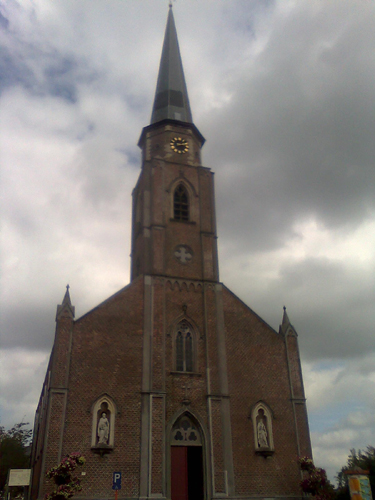
Kirche von Burst
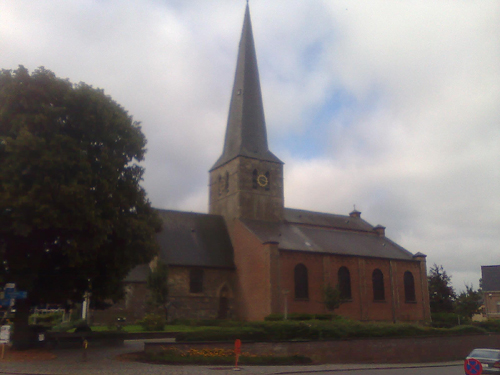
Kirche von Erondegem
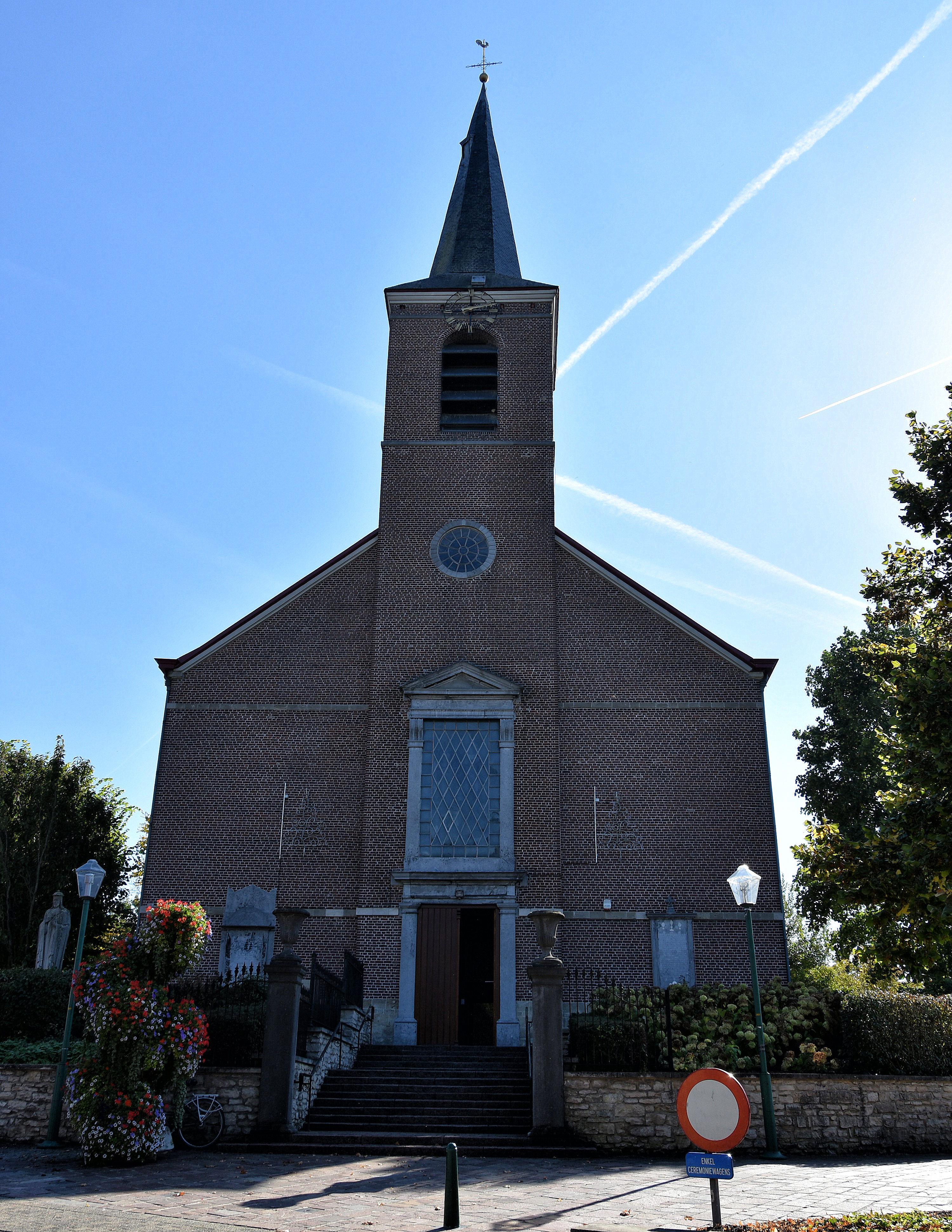
Kirche von Erpe
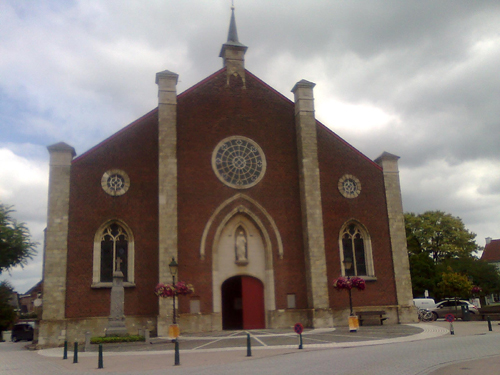
Kirche von Mere
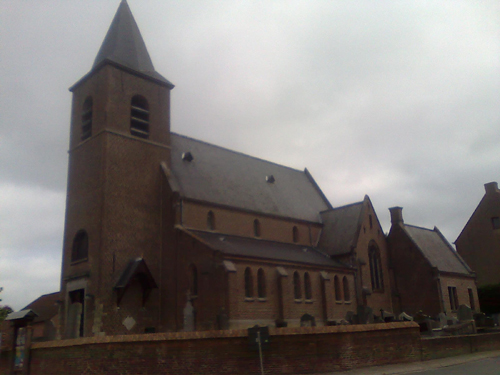
Kirche von Ottergem
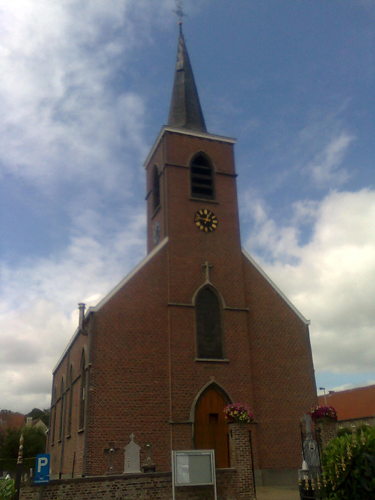
Kirche von Vlekkem

## Sport
Erpe-Mere hatte einst sieben Fußballvereine, die zum Königlich Belgischen Fußballverband (KBFV) gehörten. Davon sind heute noch vier übrig: KRC Bambrugge, KFC Olympic Burst, FC Mere und SK Aaigem. FC Edixvelde ging auf im FC Mere. FC Oranja Erpe und KFC Olympia Erondegem fusionierten zum KVC Erperondegem, der schließlich auch im FC Mere aufging.
Der Steenbergcross, das erste internationale Querdfeldeinrennen, wurde in Bambrugge auf der Domäne Steenberg abgehalten. Erpe-Mere ist Start- und Zielort des Straßenradrennens Dwars door de Vlaamse Ardennen.
Das belgische „National Clubhouse“ des Motorradclubs „Blue Angels“ befindet sich in Erpe.